# Histoire de l'équipe des Pays-Bas de football
L'histoire de l'équipe des Pays-Bas de football commence au début du XXe siècle avec l'invention de ce sport. La sélection a par la suite remporté l'Euro 1988 et atteint trois finales de Coupe du monde.

## L'histoire desOranjes

### Les débuts (avant la Première Guerre mondiale)
Les premiers matchs internationaux des clubs néerlandais sont marqués par les débuts des duels fratricides avec les clubs de la Belgique voisine. Le 30 mars 1890, le plus ancien club belge, l'Antwerp, fondé par les Anglais et alors formé presque exclusivement de joueurs britanniques, dispute un match contre Concordia à Rotterdam. L'année suivante, une sélection de la ville néerlandaise reçoit les « Belges anglais ». Le futur ministre de l'intérieur et de l'agriculture Jan Kan (nl) rappelle ultérieurement : 

« Quand nous sommes arrivés le matin à neuf heures au stade, la bière était déjà à portée de main, suivie d'un déjeuner somptueux où à nouveau coulait la bière. Ce n'est qu'à quinze heures que le match commença, pour lequel seulement neuf de nos hommes entrèrent sur le terrain. Nous sommes parvenus à terminer sur un match nul, ce qui est probablement dû au fait que les joueurs adverses avaient reçu plus de jus d'orge que nous. »

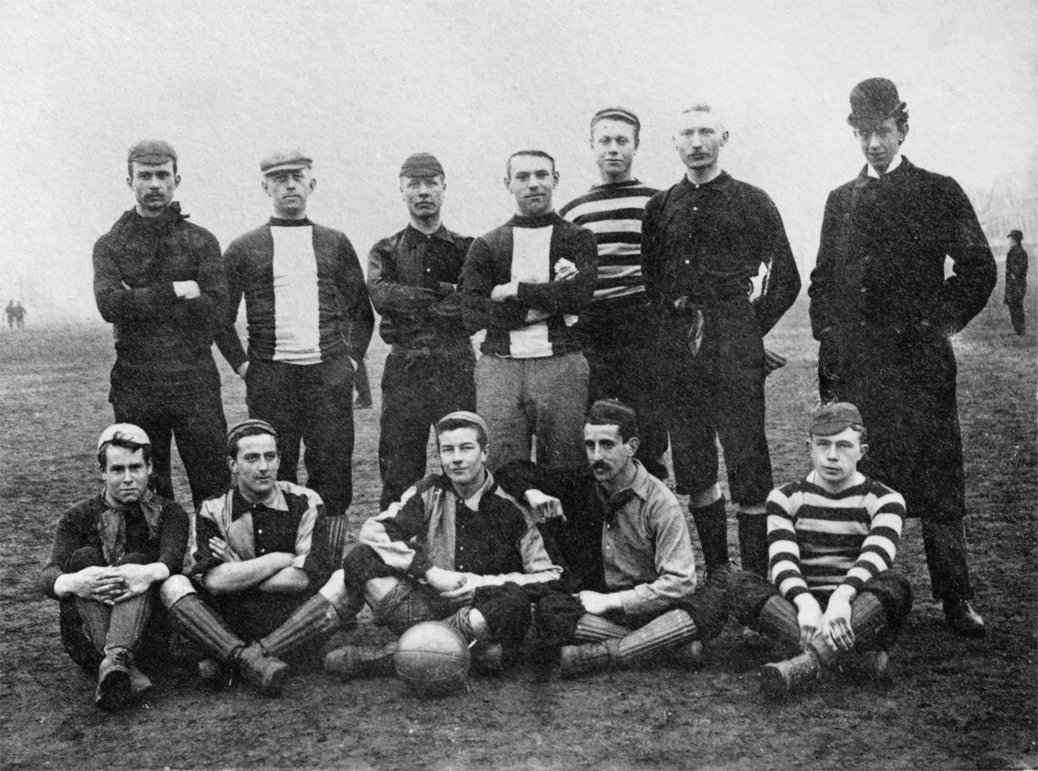
La sélection néerlandaise avant le match contre Felixstowe, le 6 février 1894.

D'autres matchs entre équipes néerlandaises et belges, mais aussi britanniques, suivent. Le Sparta Rotterdam fait à cet égard office de pionnier. Dès le 8 décembre 1889, la fédération néerlandaise de football – regroupée jusqu'en 1895 au sein de la « fédération néerlandaise de football et d'athlétisme » (NVAB, Nederlandsche Voetbal- en Athletische Bond) – est fondée. Quatre ans plus tard, le 6 février 1894, le premier match international de la NVAB est joué. Une sélection de joueurs de cinq clubs – jouant avec les maillots de leurs clubs respectifs – rencontre le Felixstowe FC (en), qui avait déjà fait un match nul contre le Sparta plus tôt dans la journée, et perd contre les Anglais (0-1). Au cours des années suivantes, la plupart des adversaires de la sélection néerlandaise sont des équipes anglaises, dont des clubs tels que le village de Saxmundham, battu par le onze de la NVAB (9–2). En fin de compte, les équipes anglaises tiennent un rôle de sparring-partner en aidant le football néerlandais à se mettre sur pied. Le 3 décembre 1900, un « onze de la fédération » – avec des joueurs de l'Ajax Leiden (en), du HBS Craeyenhout, du VV La Haye, du RAP Amsterdam (en), de Vitesse et du Wageningen Victoria (nl) – l'emporte contre Preussen Berlin à La Haye (5-1).

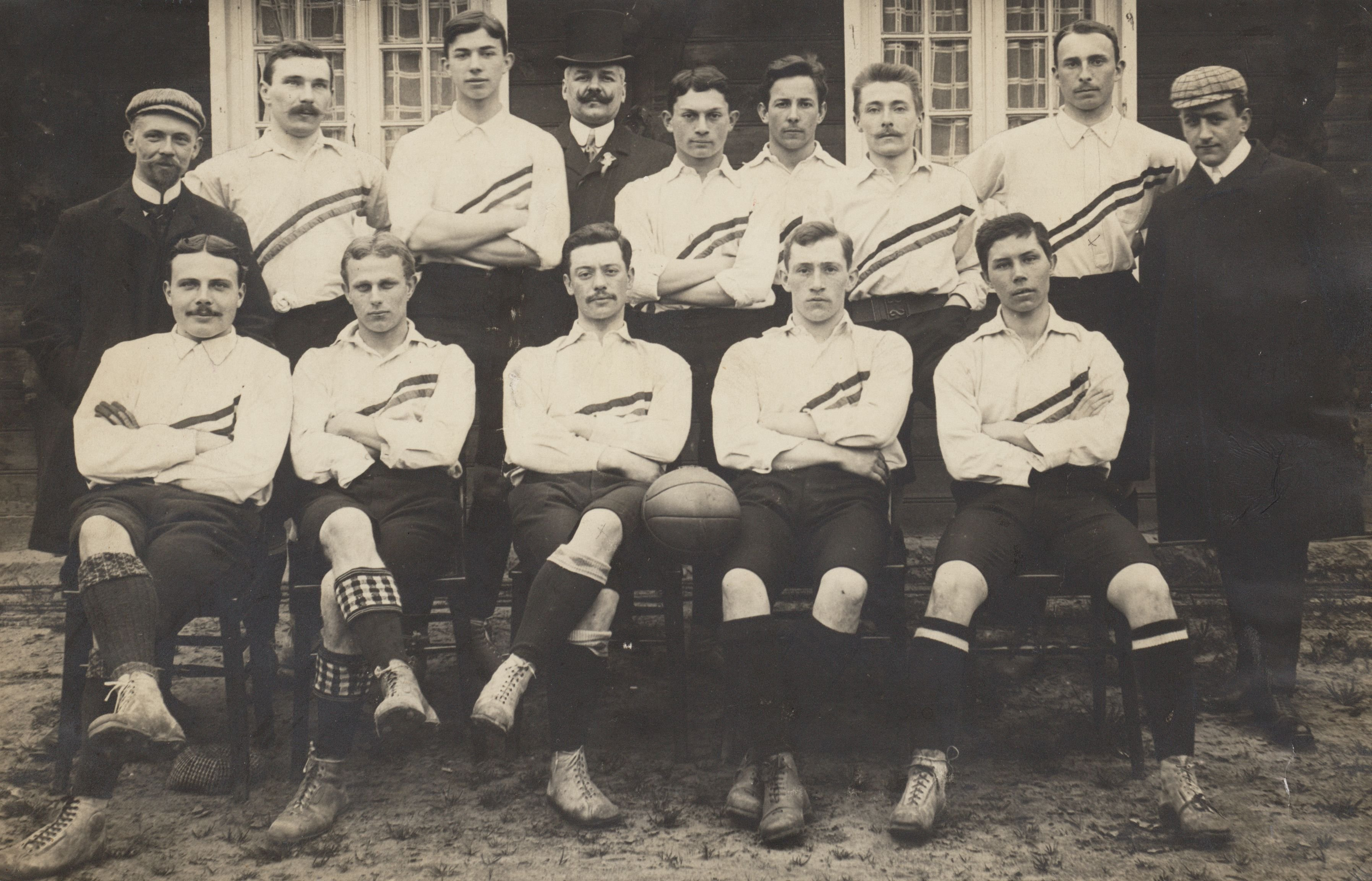
L'équipe néerlandaise avant son premier match international. Debout : Van Hasselt, De Korver, Lutjens, Havenith, Stom, Kessler, Stol, De Neve, Willing. Assis : Beeuwkes, Gleenewinkel Kamperdijk, Boomsma, Lotsy, De Vos.

En mai 1904, la NVB est parmi les membres fondateurs de la FIFA, tandis que la Belgique et la France jouent leur premier match international. La NVB planifie elle aussi ses débuts internationaux et dispute un match de préparation le 21 avril 1905 contre les London Caledonians (2-3). Le 30 avril 1905 à Anvers et devant 800 spectateurs, les Pays-Bas jouent leur premier match international contre la Belgique. Les joueurs sont sélectionnés par une commission de cinq membres de la fédération néerlandaise. La sélection est exclusivement hollandaise, tous les joueurs venant des provinces de Hollande-Septentrionale et de Hollande-Méridionale ; sur le terrain sont présents Ben Stom (en) du Koninklijke HFC, Guus Lutjens (nl) (HVV) et Eddy de Neve (en) (HBS) – trois joueurs formés à Bréda dans une école militaire puis au club local de Velocitas – le gardien de but Reinier Beeuwkes, Dirk Lotsy et Willy de Vos (nl) du DFC, les joueurs du Sparta Bok de Korver et Rein Boomsma (nl), le joueur de Haarlem Peet Stol, Karel Gleenewinkel Kamperdijk (nl) (HBS) et Dolph Kessler (nl) (HVV) en tant que capitaine. À la fin du temps réglementaire, le score est d'un but partout après l'ouverture du score par Eddy de Neve puis l'égalisation belge d'un but contre son camp de Ben Stom. Le match décernant un trophée (la « Coupe van den Abeele »), une prolongation est jouée, lors de laquelle Eddy de Neve marque trois nouveaux buts, offrant la victoire aux Bataves (4-1). Pour cette première et les prochains matchs, l'équipe ne porte pas de maillot orange, mais une chemise blanche avec des rayures aux couleurs du drapeau national.

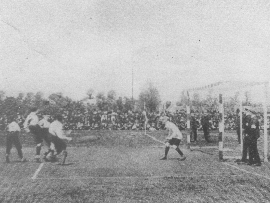
Scène devant le but belge lors de la deuxième rencontre le 14 mai 1905 (5-0).

Trois autres matchs contre les Belges se tiennent en 1905 et 1906, avant une première confrontation des Néerlandais contre une sélection issue du « berceau du football ». Pour ce match contre l'Angleterre amateur, le comité de sélection de la NVB convoque pour la première fois des joueurs de l'est du Royaume, à savoir Willem Janssen (de) du club Prinses Wilhelmina d'Enschede, Jan van Beek (nl) du club Quick de Kampen et Hans Blume (nl) du club Quick de Nimègue. Janssen remplace alors le meneur de jeu utilisé dans les quatre premiers matchs internationaux, Bok de Korver, ce qui fait de Ben Stom le premier détenteur unique du record de sélections, avec cinq capes. À part Stom, le gardien Beeuwkes et Ferry van der Vinne (en), les huit autres joueurs alignés sur le terrain connaissent leurs débuts internationaux. Les Anglais montrent aux Bataves leurs limites : après cinq minutes de jeu, ils mènent déjà de deux buts, avant que Blume ne réduise l'écart. À la mi-temps les amateurs insulaires portent le score à 1-5 et avant la fin du match Beeuwkes doit même huit fois récupérer le ballon au fond de ses filets. Pour trois des nouveaux joueurs internationaux, dont van Beek et Blume, leur carrière internationale se termine déjà.
Après deux nouvelles défaites contre la Belgique, les Néerlandais se rendent le 21 décembre 1907 à Darlington pour une revanche contre les Britanniques, Bok de Korver faisant son retour – sur pression de la presse – dans l'équipe composée à nouveau uniquement de joueurs occidentaux. Pour ce match en Angleterre, un nouvel uniforme de jeu est conçu : maillot orange à bords blancs, pantalon blanc, bas noirs avec bordures orange et blanc. Le gardien de but Lo La Chapelle remplace Beeuwkes entre les poteaux et devient le détenteur du record de buts encaissés dans les cages néerlandaises. Il encaisse un premier but quelques secondes après le coup d'envoi, par Vivian Woodward. Onze autres suivent jusqu'au coup de sifflet final, dont cinq du seul Harold Stapley. La rencontre se termine sur le score de 2-12, Cas Ruffelse (nl) réduisant la marque à 1-5 et inscrivant le dernier but de la partie. Il s'agit de la plus lourde défaite de l'histoire du onze néerlandais et de l'unique match international de La Chapelle, qui est néanmoins retenu pour les Jeux olympiques l'année suivante.

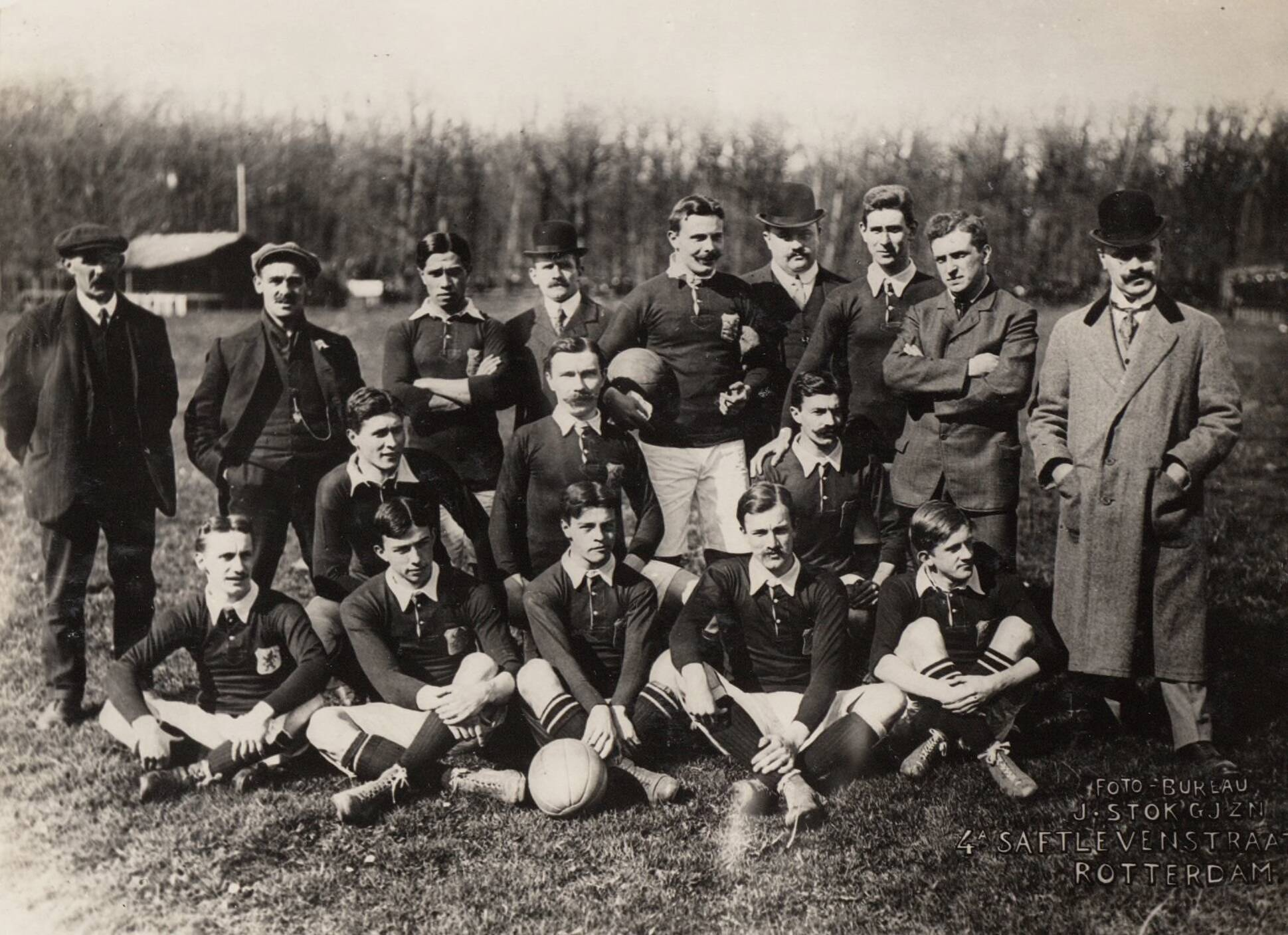
L'équipe nationale néerlandaise contre la Belgique, le 10 avril 1910 (7-0).

Ce dernier match n'est pas sans effet, il pousse la fédération à privilégier davantage la formation des joueurs. Le système de formation anglais sert de modèle et Edgar Chadwick, joueur professionnel et international anglais à la fin du XIXe siècle, est engagé en 1908 comme entraîneur de l'équipe nationale. Chadwick mène l'équipe à la médaille de bronze aux Jeux olympiques de Londres et l'établit comme l'une des meilleures équipes du continent. En 1908 se tient pour la première fois le tournoi de football officiel aux Jeux olympiques. Dans cette édition, les Pays-Bas profitent du forfait des Hongrois pour raisons économiques et entrent directement en demi-finale. Opposés à la Grande-Bretagne, ils sont défaits (0-4), mais remportent le match pour la troisième place aux dépens de la Suède (2-0). Les deux premiers buteurs Oranjes de l'histoire olympique sont Jops Reeman et Edu Snethlage. Le 10 avril 1910, les hommes de Chadwick écrasent les Belges (7-0) grâce à un triplé de Mannes Francken.
Lors des Jeux olympiques en 1912 en Suède, l'équipe décroche à nouveau la médaille de bronze. Elle commence le tournoi le 29 juin dans le stade olympique de Stockholm face au pays hôte qu'elle vainc après prolongation (4-3). Le lendemain, les Néerlandais écartent l'Autriche (3-1) mais sont battus en demi-finale par le Danemark (1-4) le 2 juillet. Deux jours plus tard au Råsunda, ils écrasent la Finlande (9-0) pour monter sur le podium. Jan Vos est le troisième meilleur buteur de la compétition avec huit buts, dont cinq marqués lors du dernier match.

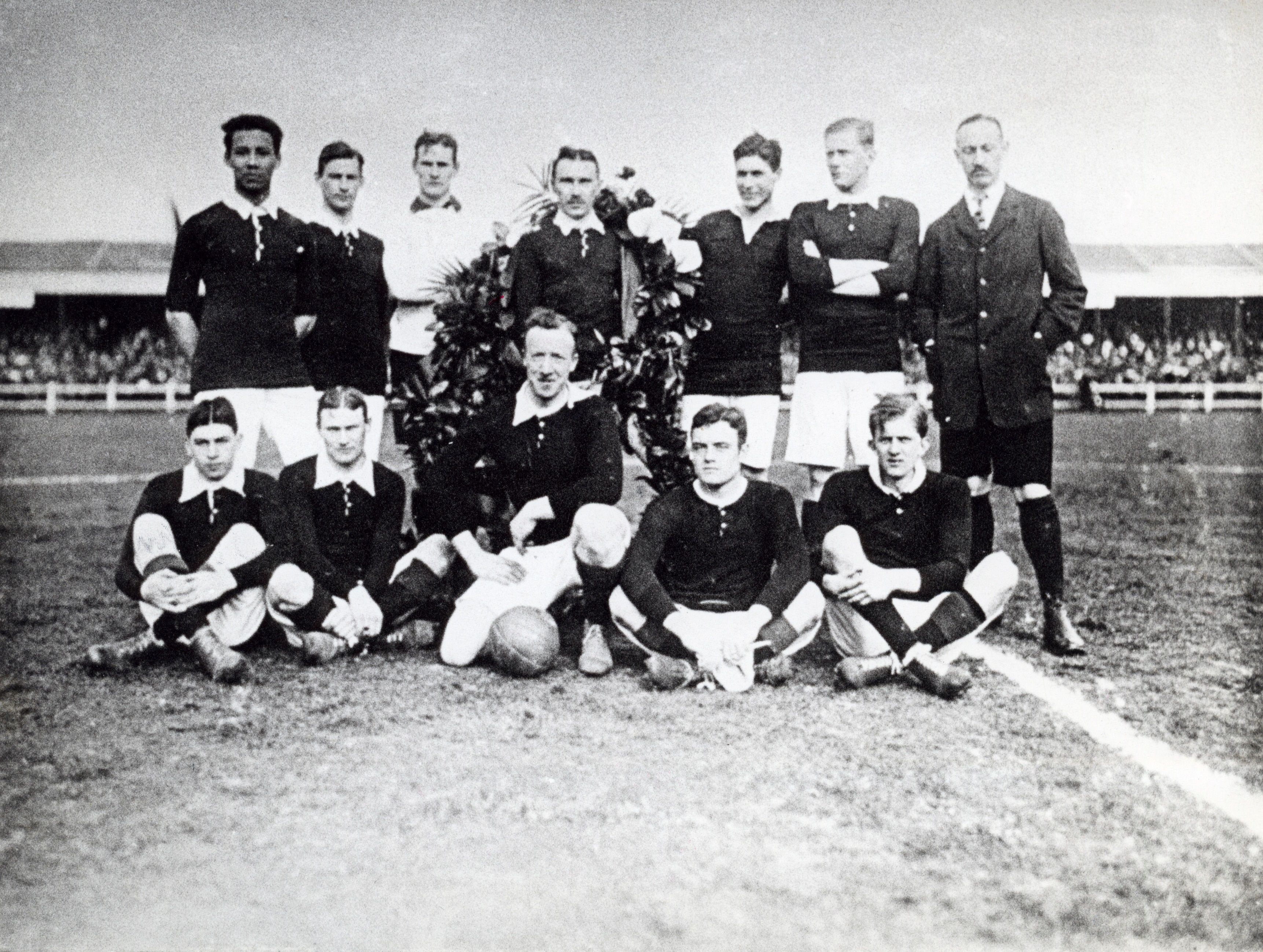
Le onze victorieux des Anglais le 24 mars 1913. Au centre, Bok de Korver porte une couronne honorant sa 30e cape.

Le 24 mars 1913, l'équipe entraînée par Chadwick lave les affronts de Darlington (1907, 2-12) et de Londres (1911, 1-9). À La Haye, pour l'unique match international joué sur le terrain de sport Houtrust du HBS Craeyenhout, elle réussit à battre les Anglais amateurs de Woodward (2-1). Du onze néerlandais balayé en 1907, seul Bok de Korver est parmi les Oranjes sur le terrain. Le double buteur est Huug de Groot, qui ouvre le score à la quatrième minute de jeu. Après l'égalisation temporaire par Woodward,, Huug de Groot marque à la 56e minute le but de la victoire. Officiellement, 16 000 spectateurs assistent à cette rencontre historique, mais ce chiffre est en réalité bien supérieur, la bataille défensive de la dernière demi-heure étant suivie également depuis des camions à l'extérieur de la clôture. Le gardien de Vitesse Just Göbel reste célèbre pour ses nombreux arrêts, les rapports contemporains le définissant « comme un Dieu tenant ». Les supporteurs présents et la presse néerlandaise célèbrent la victoire avec effusion : 

« Notre gratitude à l'équipe dans son ensemble, qui forme une unité dans sa quête de la puissante Albion qu'elle a défiée, cassant son orgueil, battant sa sélection d'élite. »

Bien qu'il ne s'agit pas de la véritable sélection d'élite – le onze officiel de la Football Association – mais « seulement » de l'équipe amateur, l'euphorie n'est pas refroidie. Le match contre la sélection anglaise à domicile est le pénultième match de Chadwick en tant que sélectionneur. L'Écossais Billy Hunter (en) prend les rênes de l'équipe pour les matchs suivants jusqu'à celui du 17 mai 1914 au Danemark, avant que la Première Guerre mondiale n'impose une trêve de cinq ans des rencontres internationales de football.

### Du podium olympique à la médiocrité (1919-1930)

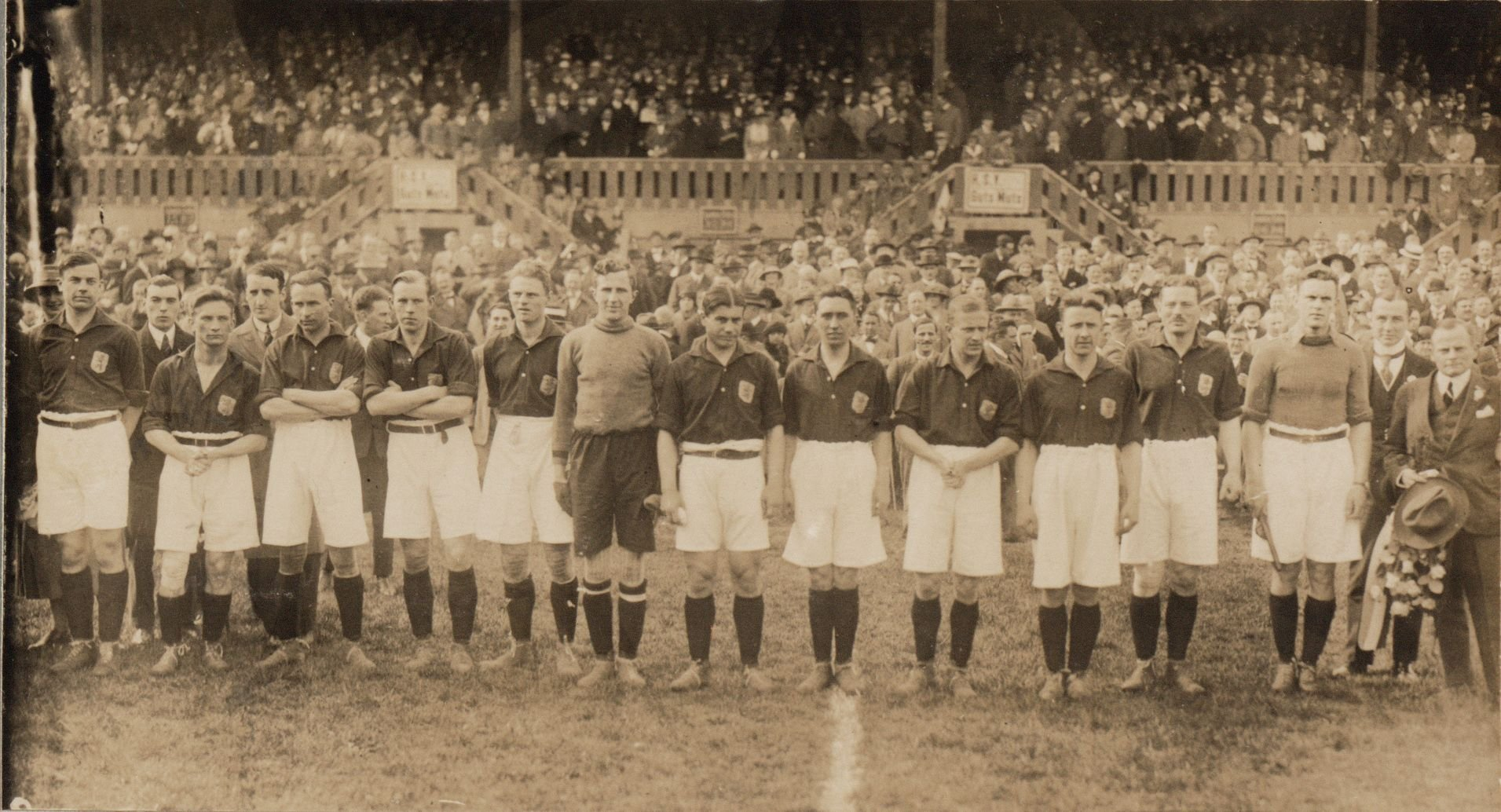
L'équipe néerlandaise avant un match amical contre l'Allemagne, le 10 mai 1923.

Après la guerre, Fred Warburton est le deuxième Anglais à qui la NVB confie le poste d'entraîneur. Warburton dirige l'équipe aux Jeux olympiques en Belgique, où après une défaite en demi-finale contre les hôtes belges, les Néerlandais obtiennent leur troisième médaille de bronze olympique. Une figure centrale de cette période côté Oranje est Jan de Natris, qui est désigné en 1950 comme le « meilleur joueur ayant jamais joué à l'Ajax d'Amsterdam » et fait ses débuts en équipe nationale au printemps 1920. Lors de la compétition olympique de football à Bruxelles et Anvers, Jan de Natris est l'attaquant titulaire de l'équipe néerlandaise. En quart de finale contre la Suède, il marque dans la prolongation le but de la victoire (5-4). Elle est suivie d'un épisode connu comme De Schande van de Schelde en français : « la honte de l'Escaut »,. L'équipe voyage avec un navire fourni par le gouvernement néerlandais, le Hollandia, jusqu'à Anvers. Pendant les jeux, les joueurs logent sur le bateau au mouillage, par trois dans de petites cabines spartiates sans électricité ni douche – « une chambre sombre, répugnante, dans laquelle vous ne pouvez même pas verrouiller la porte », juge un chroniqueur de Sportkroniek – tandis que les fonctionnaires sont autorisés à passer la nuit dans des chambres d'hôtel de luxe. Après que Natris s'est plaint pour les joueurs au sujet des logements, la fédération leur distribue un phonographe et des disques afin d'apaiser les esprits. De Natris et d'autres, en particulier son partenaire gréviste Jaap Bulder, étalent de la confiture sur les disques et les utilisent pour faire des ricochets sur le fleuve. Après la demi-finale perdue contre les futurs champions olympiques belges, plusieurs joueurs sortent dans les pubs d'Anvers. Ivres, De Natris, Bulder, Evert van Linge et Henk Tempel rentrent tard dans la nuit sur le Hollandia et sont suspendus du reste du tournoi par la fédération. Ce n'est que lorsque leurs coéquipiers menacent de se mettre en grève pour la « petite finale », que les bannis sont réintégrés dans l'effectif, mais n'entrent pas en jeu. Sans eux, l'équipe perd le match contre l'Espagne de Pichichi (1-3), mais monte quand même sur le podium pour la troisième fois en raison de la disqualification des Tchécoslovaques.

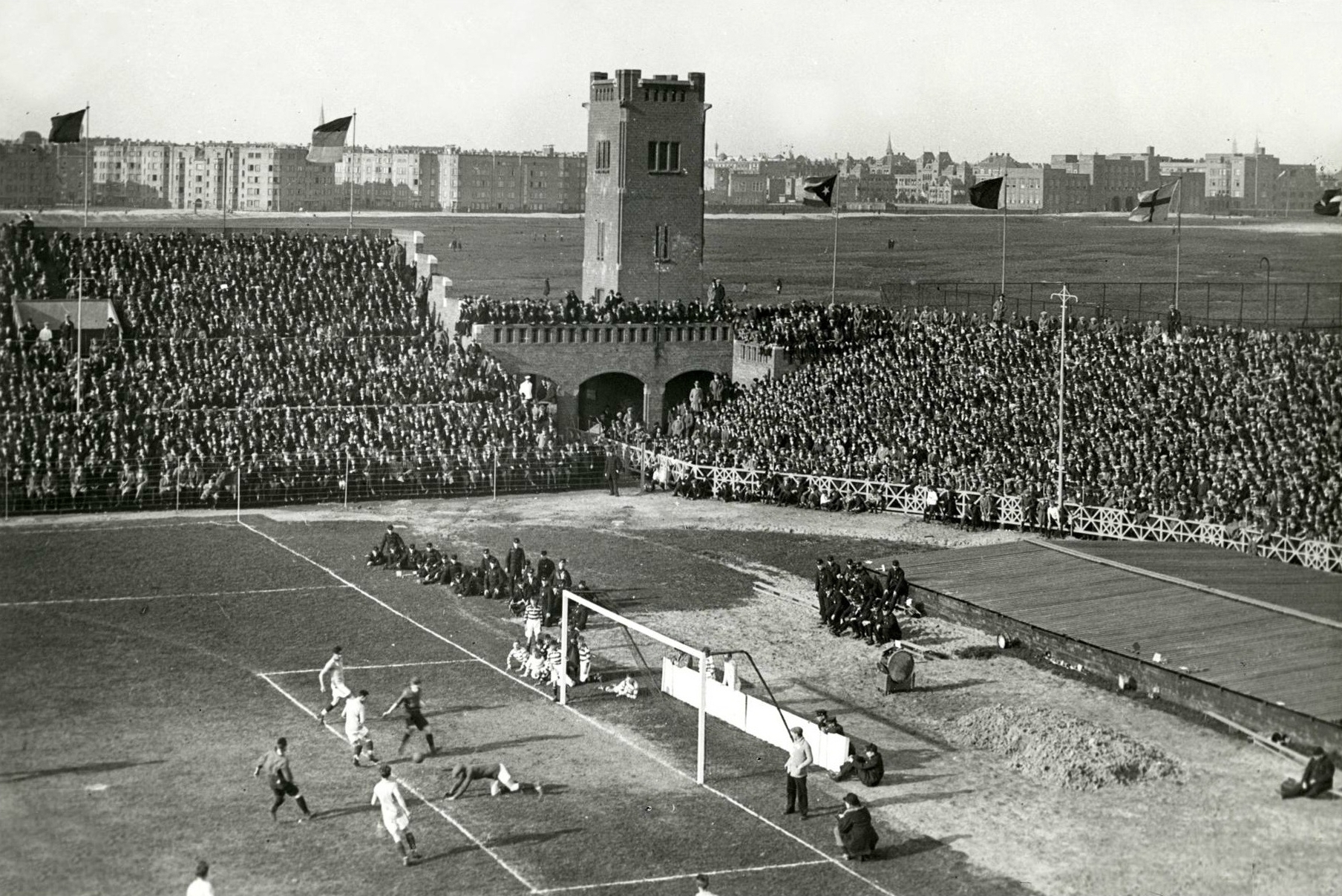
Septième but, signé, contre la France (8-1), le 2 avril 1923.

Quatre ans plus tard, aux Jeux olympiques en France, les hommes de l'Anglais William Townley remportent leur huitième de finale contre la Roumanie (6-0) avec un quadruplé de Kees Pijl. Le 2 juin, ils battent les Irlandais (2-1) après prolongation sur un doublé de Ok Formenoy (nl). Après une défaite en demi-finale contre l'Uruguay et sa « merveille noire » José Andrade (1-2), les Néerlandais affrontent à nouveau les Suédois pour la médaille de bronze. Un premier match se terminant sur le score d'un but partout après prolongation, un second est disputé le lendemain. Les Oranjes perdent (1-3) et se classent quatrièmes.

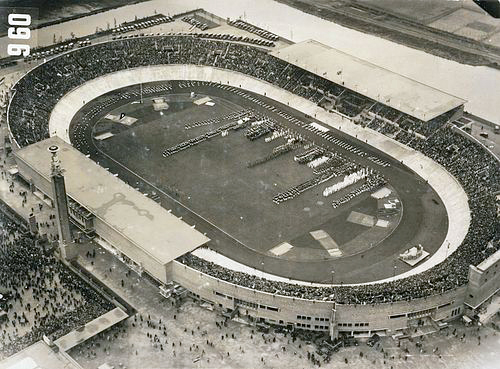
Le stade olympique d'Amsterdam (1928).

En 1925, l'Anglais Bob Glendenning est nommé entraîneur et reste en poste jusqu'en 1940, établissant avec 86 unités le record du nombre de matchs des Oranjes dirigés consécutivement. De grandes attentes entourent son équipe en raison de l'approche des Jeux olympiques de 1928 à Amsterdam. Malgré des résultats mitigés dans les matchs amicaux avant les Jeux olympiques – seulement quatre victoires sur les dix matchs de préparation joués en 1927 et 1928 – la foule est enthousiaste. Le tirage au sort, effectué par le prince consort Henri, donne comme adversaires aux Pays-Bas les champions olympiques en titre et futurs champions du monde uruguayens. Le 30 mai, 40 000 personnes se pressent à l'entrée du stade olympique nouvellement construit, où seulement 31 000 spectateurs sont admis, mais l'Uruguay se qualifie aisément (0-2). Pour l'hôte des Jeux olympiques, la FIFA organise spécialement un tournoi de consolation remporté par les Pays-Bas au lancer de pièce après un match nul contre le Chili (2-2), les Oranjes laissant le trophée aux Chiliens.
En marge du tournoi olympique, un congrès de la FIFA se tient le 28 mai 1928 dans la capitale néerlandaise, finalisant l'organisation d'un tournoi mondial spécifique. Rapidement, plusieurs pays européens présentent leur candidature (Italie, Hongrie, Pays-Bas, Espagne et Suède), ainsi que l'Uruguay. Voyant ce dernier prendre le statut de favori, les pays européens retirent leurs candidatures au profit d'une seule, celle de l'Italie. Cependant, le discours du délégué argentin Adrián Béccar Varela promouvant la candidature de son pays voisin, l'Italie se retire également. Ainsi, l'Uruguay est choisi à l'unanimité pour accueillir le tournoi et les Pays-Bas, comme toutes les équipes nationales affiliées à la FIFA, sont invités à prendre part à la première édition de la Coupe du monde, mais ils déclinent l'invitation en raison des coûts élevés liés à la traversée de l'océan Atlantique et de la grave crise économique qui sévit depuis l'année précédente.
Après les Jeux olympiques à domicile, l'équipe ne gagne qu'une seule des treize rencontres qu'elle dispute jusqu'à la fin 1930. En novembre 1930, elle perd (3-6) au stade du Letzigrund contre la sélection suisse emmenée par André Abegglen. Cette lourde défaite finit de convaincre la KNVB de mettre en place un comité de sélection supervisant les matchs du championnat néerlandais et les matchs internationaux. Sa mission : « Il doit y avoir une équipe néerlandaise qui gagne ».

### L'ère Karel Lotsy (1931-1954)

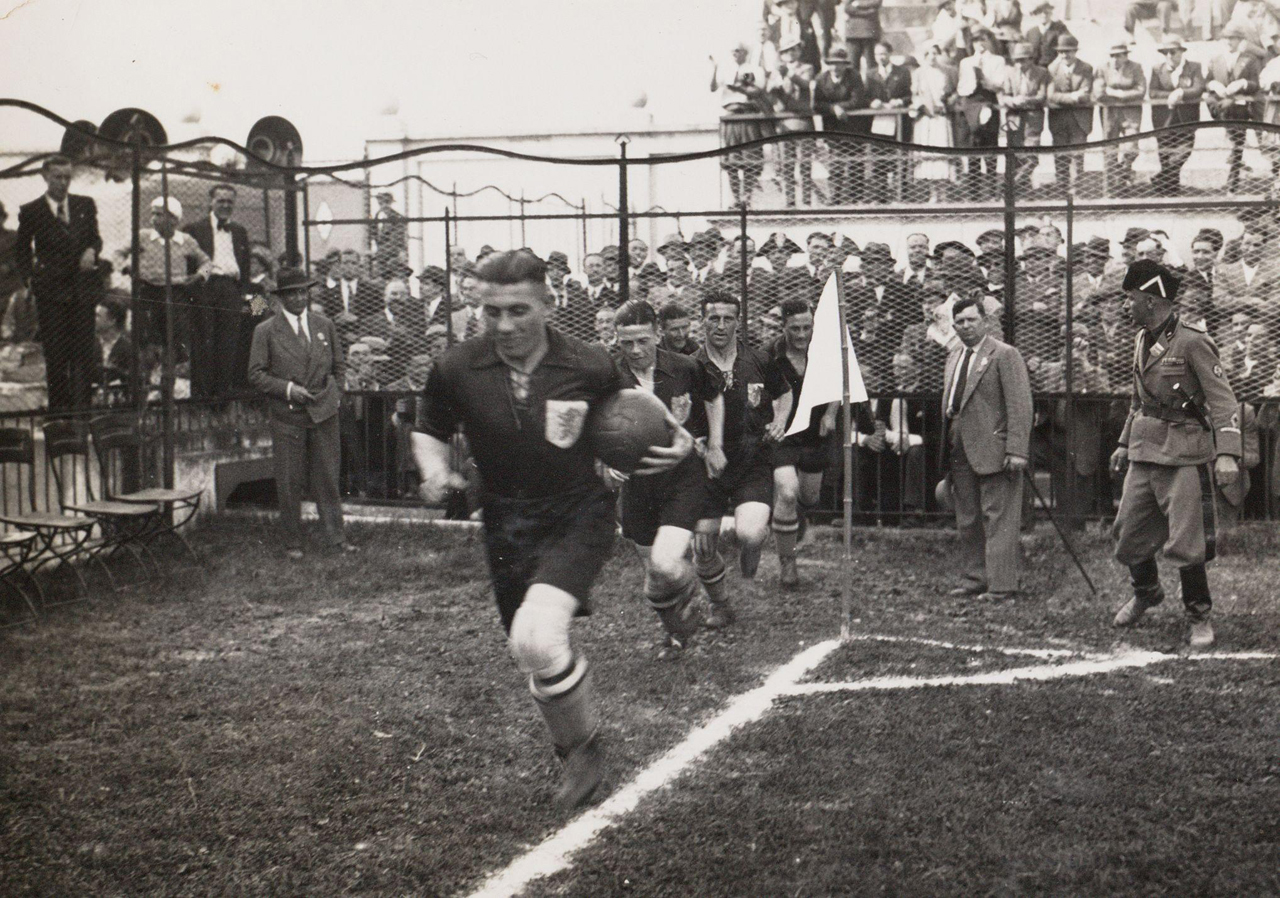
Entrée des Néerlandais au mondial 1934.

En 1930, Karel Lotsy (nl) est élu au comité central de la KNVB, marquant le début de « l'ère Lotsy », et est jusqu'en 1954 le personnage central du football néerlandais. Le 25 janvier 1931, il prend ses fonctions à la tête du comité de sélection, et deux semaines plus tard il convoque à La Haye les postulants à l'équipe nationale pour le premier entraînement collectif de l'histoire des Oranjes. À partir de cette date, deux entraînements par semaine se tiennent sur le stade du VUC La Haye (nl). Chaque jeudi, Lotsy y récite son discours patriotique. Les premiers résultats se font sentir : en 1931 et 1932, les Oranjes remportent six de leurs dix matchs amicaux, plus un match nul contre l'équipe allemande. Ces espoirs naissants ne se concrétisent pas au cours des deux Coupes du monde suivantes.
Les Pays-Bas se qualifient pour leur première Coupe du monde en écartant l'Irlande (5-2) puis la Belgique (4-2), dont quatre buts signés Beb Bakhuys. Deux semaines avant la phase finale, ils perdent un match de préparation à domicile contre la France de Jean Nicolas (4-5) après avoir mené trois buts à zéro. En Italie, l'équipe est éliminée en huitième de finale par les Suisses (2-3) au stadio Comunale di San Siro, les premiers buteurs néerlandais en phase finale de Coupe du monde étant Kick Smit et Leen Vente.

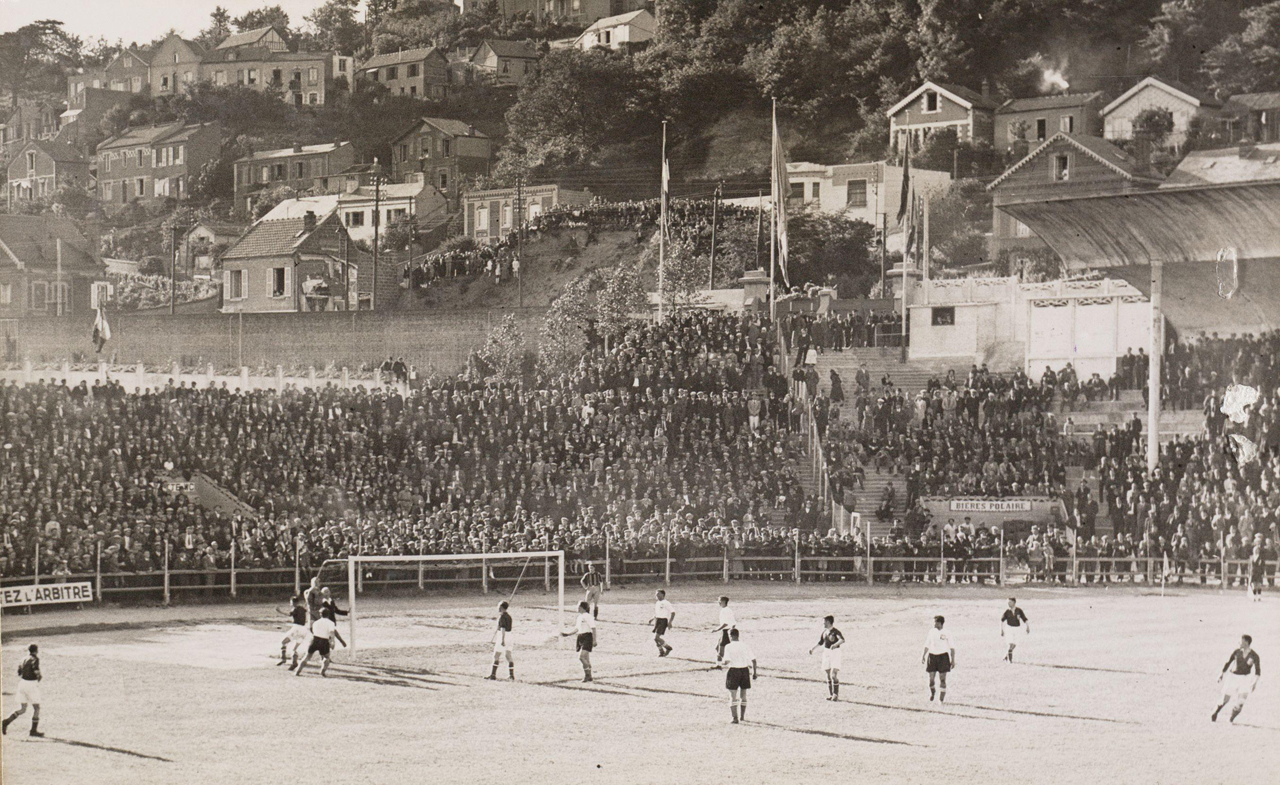
Scène du match contre la Tchécoslovaquie du mondial 1938.

Qualifiée avec la Belgique après un match nul fratricide (1-1) aux dépens de Luxembourgeois balayés (4-0), il en est de même quatre ans plus tard en France, où elle est battue par la Tchécoslovaquie d'Oldřich Nejedlý (0-3 après prolongation) au stade municipal du Havre. Le capitaine néerlandais Puck van Heel prend sa retraite internationale à la fin de l'année 1938, établissant avec 64 unités un record de sélections qui fait référence pendant plus de quarante ans avant que Ruud Krol ne le surpasse.
La Seconde Guerre mondiale interrompt la plupart des compétitions et fragilise l'équipe néerlandaise. Au sortir de la guerre, elle choisit d'adopter un statut amateur et ne participe donc pas aux éliminatoires des Coupes du monde 1950 et 1954. Les Jeux olympiques n'ont pas lieu de 1936 à Berlin – pour lesquels la sélection néerlandaise ne s'est pas qualifiée – jusqu'à l'édition 1948 à Londres, où après une victoire au tour préliminaire sur l'Irlande (3-1), les Oranjes sont sortis dès le premier tour par les Britanniques (3-4 après prolongation). Quatre ans plus tard à Helsinki, ils sont défaits par le Brésil dans la phase préliminaire (1-5).

### Le retour manqué aux éliminatoires de Coupes du monde (1955-1972)

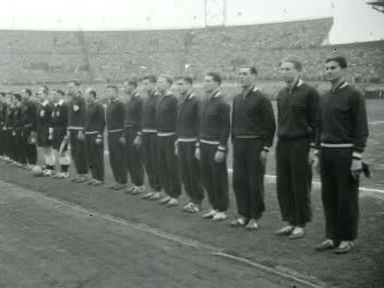
Équipe alignée contre la Belgique (1955).

En 1954, la fédération néerlandaise (Koninklijke Nederlandse Voetbalbond) s'affilie à l'UEFA après la création de celle-ci. Cette année-là, les Pays-Bas créent leur championnat national professionnel et réintègrent les qualifications pour la Coupe du monde. En 1956, les Pays-Bas jouent un match contre l'Allemagne de l'Ouest pour la première fois depuis la Seconde Guerre mondiale. Ce match contre les champions du monde en titre est spécial pour les Néerlandais, qui s'imposent à Düsseldorf (2-1) avec deux buts d'Abe Lenstra.
Les Pays-Bas font leur retour dans les éliminatoires de Coupes du monde en 1958 dans un groupe composé de l'Autriche et du Luxembourg. Après deux victoires sur les Luxembourgeois entrecoupées d'un revers à Vienne (2-3), les Néerlandais sont devancés par les Autrichiens après un match nul à Amsterdam (1-1) et éliminés de la compétition. L'histoire du championnat d'Europe remonte à 1927, où le secrétaire de la fédération française de football Henri Delaunay émet l'idée d'un championnat des pays d'Europe. Dans un premier temps, de nombreuses équipes nationales ne partagent pas son avis et le tournoi ne se matérialise pas avant le congrès de l'UEFA de 1957. La première édition a lieu en 1960, mais les Pays-Bas ne participent pas.

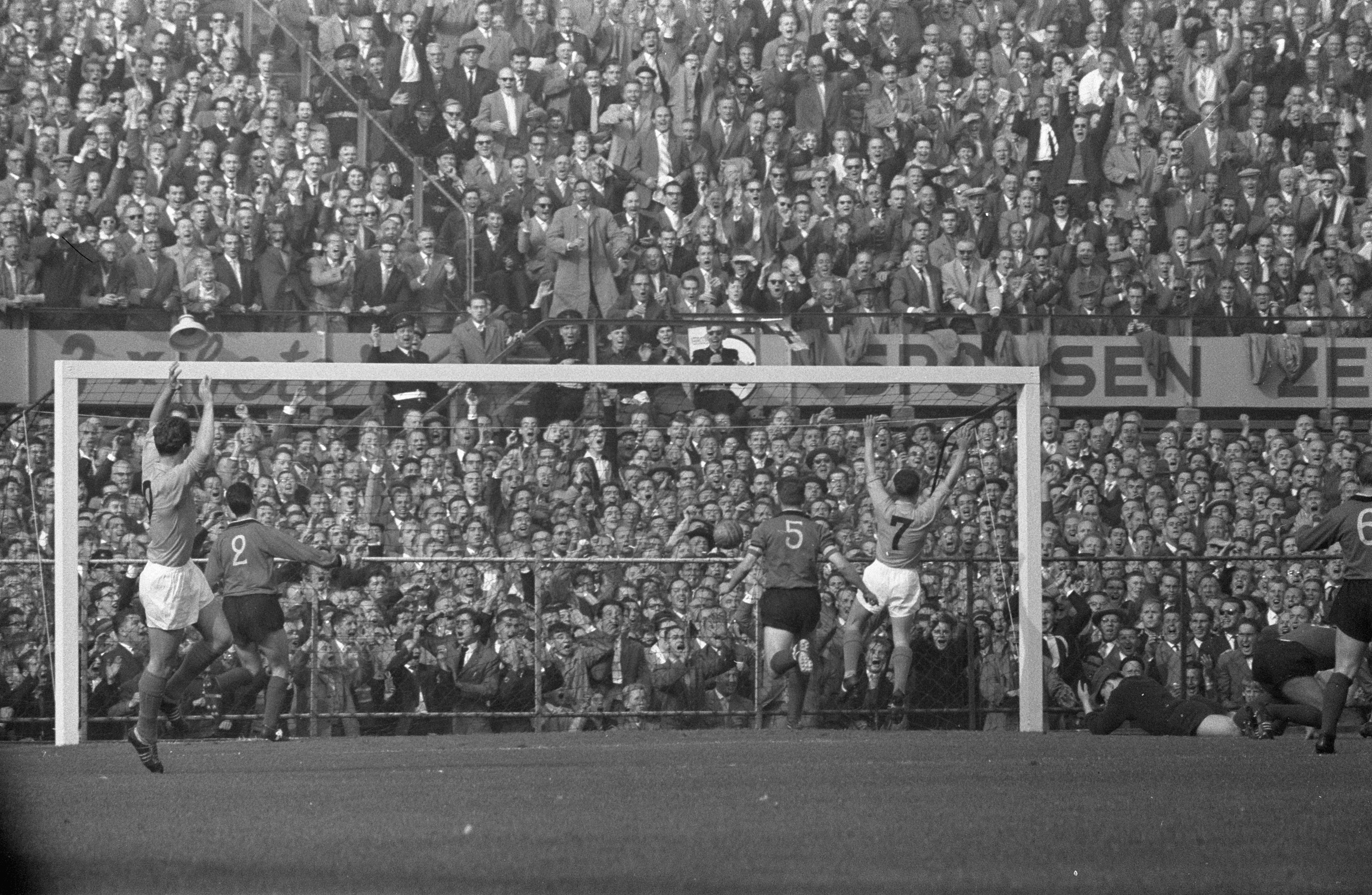
But de contre la Belgique (1959, 9-1).

Dans les qualifications de 1962, l'équipe néerlandaise termine deuxième du groupe 4, derrière la Hongrie qui ne perd aucun match et se qualifie aisément malgré un dernier duel accroché face aux Oranjes à Budapest (3-3). En 1964, elle gagne au premier tour du championnat d'Europe contre la Suisse sur un score cumulé de 4-2. Au tour suivant, elle s'incline devant le Luxembourg de Camille Dimmer (2-3 sur les deux matchs) et n'atteint pas phase la finale en Espagne, précipitant le départ du sélectionneur Alexander Schwartz après des propos peu élogieux de la presse néerlandaise.
En éliminatoires de la Coupe du monde 1966, les Oranjes ne se classent que troisièmes loin derrière la Suisse et l'Irlande du Nord. Rebelote au cours des éliminatoires du Championnat d'Europe de football 1968 où les Pays-Bas sont nettement devancés par la Hongrie et l'Allemagne de l'Est.
Alors que les meilleurs clubs néerlandais tels que l'Ajax d'Amsterdam ont déjà une assez bonne réputation au niveau européen, les Néerlandais passent tout près d'une qualification pour le mondial 1970 en terminant troisièmes d'un groupe très serré, échouant à deux points des Bulgares et à un point des Polonais après un dernier match nul concédé aux Bulgares à Rotterdam (1-1). En éliminatoires du Championnat d'Europe 1972, l'équipe néerlandaise se classe deuxième derrière les Yougoslaves et ne parvient pas au tournoi principal en Belgique.

### Le «football total» et les premières épopées (années 1970)

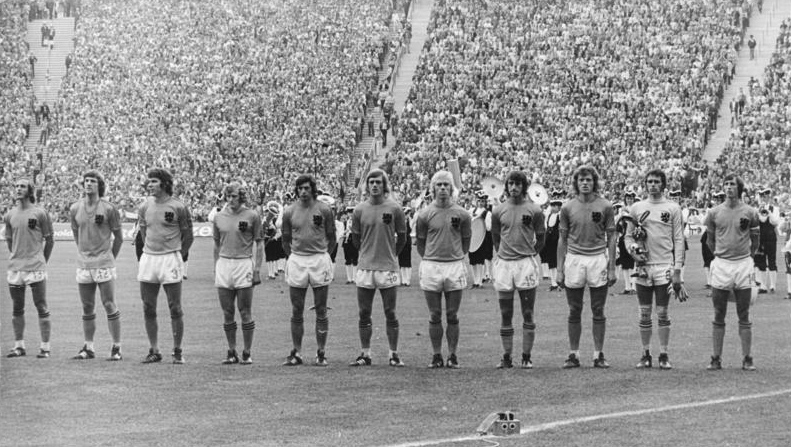
Les Néerlandais avant la finale du mondial 1974 perdue contre la RFA (1-2) ; : Neeskens, Krol, Van Hanegem, Jansen, Suurbier, Rep, Rijsbergen, Rensenbrink, Haan, Jongbloed et Cruyff.

Les années 1970 voient l'invention du Totaalvoetbal en français : « football total », reposant sur une permutation des postes durant les matchs, mis au point par le Feyenoord et l'Ajax – vainqueurs à eux deux des quatre premières éditions de la Coupe des clubs champions de la décennie – et dirigé par le meneur de jeu Johan Cruyff et l'entraîneur de l'équipe nationale Rinus Michels. En outre, les Oranjes comptent dans leurs rangs l'un des meilleurs joueurs défensifs des années 1970, Ruud Krol. Les Néerlandais font d'énormes progrès, se qualifiant pour leur première phase finale de Coupe du monde depuis 36 ans en infligeant notamment un sévère 9-0 aux Norvégiens en match éliminatoire. Carlos Alberto Torres, capitaine de l'équipe brésilienne championne du monde en 1970, déclare : « La seule équipe que j'ai vu faire les choses différemment fut la Hollande lors de la Coupe du monde 1974 en Allemagne. Depuis, tout me semble plus ou moins la même chose… Leur style de jeu était incroyable à regarder et merveilleux pour le spectacle ». Bien qu'il réussisse à qualifier les Pays-Bas, le sélectionneur František Fadrhonc (en) est remplacé par Rinus Michels peu avant le début de la compétition et devient son adjoint.

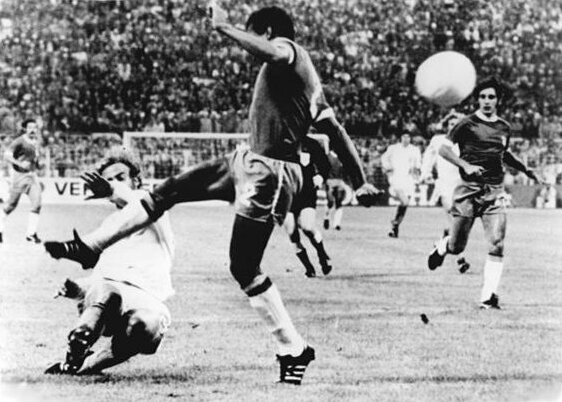
Johan Neeskens devance Luís Pereira et ouvre le score face au Brésil (1974).

La Coupe du monde en Allemagne est la première édition où les équipes classées en tête de leur groupe au premier tour se confrontent dans une nouvelle phase de deux groupes dont les vainqueurs s'affrontent en finale. Les Pays-Bas battent l'Uruguay (2-0, doublé de Johnny Rep), font un match nul et vierge avec la Suède et disposent de la Bulgarie au premier tour (4-1, doublé de Johan Neeskens, buts de Rep et de Theo de Jong ; l'unique but encaissé est même un but contre son camp). Les Oranjes continuent leur jeu éblouissant en écrasant l'Argentine (4-0, doublé de Cruyff, buts de Krol et de Rep), avant de l'emporter sur l'Allemagne de l'Est puis le Brésil sur le même score (2-0). Les Pays-Bas se qualifient ainsi pour leur première finale de Coupe du monde.

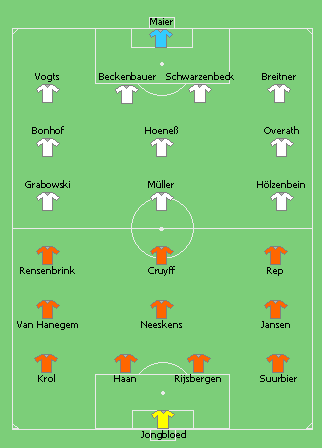
Feuille de match de la finale de la Coupe du monde 1974.

En finale contre l'Allemagne de l'Ouest à Munich, les hommes d'Helmut Schön ne touchent pas le ballon pendant la première minute de jeu, avant qu'une bonne course de Cruyff, parti du rond central, ne soit irrégulièrement stoppée par Uli Hoeness. L'arbitre anglais Jack Taylor désigne le point de penalty, sanction transformée en force par Johan Neeskens. L'équipe ouest-allemande réussit à se relever lentement et à se renforcer après ce choc initial. Les Néerlandais dominent le match et sont techniquement à l'aise et probablement supérieurs, mais les Allemands restent dangereux devant le but. Après une première réaction d'une frappe de Paul Breitner, les esprits s'échauffent quand Gerd Müller, après avoir réclamé un penalty à la suite d'une lutte avec Wim Rijsbergen, est frappé par derrière par Wim van Hanegem lors de l'arrêt de jeu qui suit, dans le dos de l'arbitre. Après consultation avec le juge de touche, le milieu de terrain néerlandais écope d'un carton jaune. L'action qui suit débouche sur un débordement de Neeskens dont le centre est récupéré par Rainer Bonhof qui transmet immédiatement à Wolfgang Overath. Ce dernier remonte le ballon jusqu'à la moitié de son propre camp avant de lancer Bernd Hölzenbein sur le côté gauche. Hölzenbein n'étant pas attaqué par les défenseurs Arie Haan et Rijsbergen, Wim Jansen revient en catastrophe couper la course de l'Allemand dans la surface. Paul Breitner réussit le penalty en prenant Jan Jongbloed à contre-pied. Berti Vogts commence à prendre le dessus sur Cruyff et les Allemands le contrôle du match. Vogts se présente seul face à Jongbloed mais le gardien néerlandais repousse sa tentative, tout comme un coup franc de Franz Beckenbauer. À la 42e minute, après un bon travail côté droit de Bonhof, le centre de ce dernier est contrôlé par Gerd Müller qui pivote, glisse le cuir sous le défenseur néerlandais et trompe Jongbloed (1-2). Les 45 dernières minutes sont une bataille défensive des Allemands. À la 48e minute, Bonhof place une tête au ras du poteau droit du portier néerlandais. Les Oranjes jouent ensuite plus juste, mais Sepp Maier les met en échec à de nombreuses reprises, notamment Rep et van Hanegem. Gerd Müller se voit refuser un but pour une position de hors-jeu. En fin de match, Neeskens manque de peu l'égalisation et l'Allemagne de l'Ouest l'emporte. Le but de la victoire par Gerd Müller est sa 14e réalisation en treize matchs de Coupe du monde et son dernier but international. Cette défaite, vécue comme un drame aux Pays-Bas, est baptisée De moeder aller nederlagen en français : « La mère de toutes les défaites ». Michels démissionne du poste d'entraîneur des Pays-Bas après le mondial.

Finale de la Coupe du monde 1974
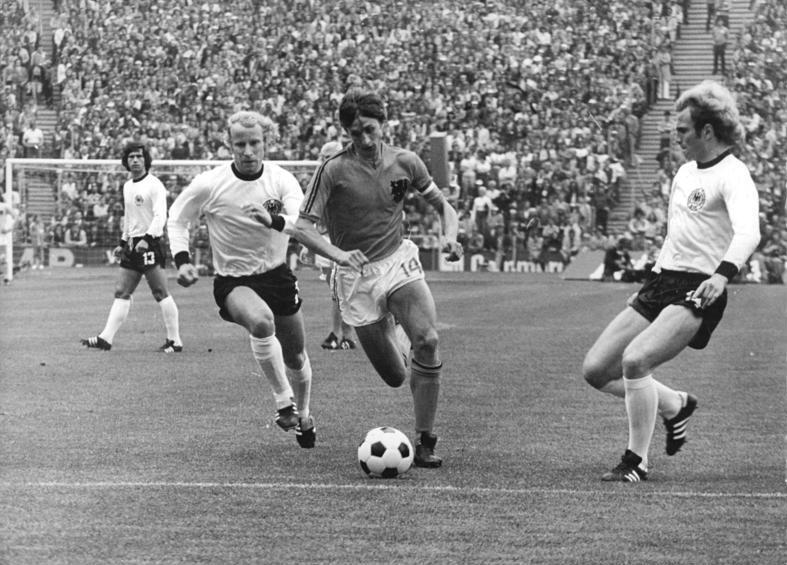
Accélération de Cruyff peu avant la faute d'Hoeness (à droite) dans la surface.
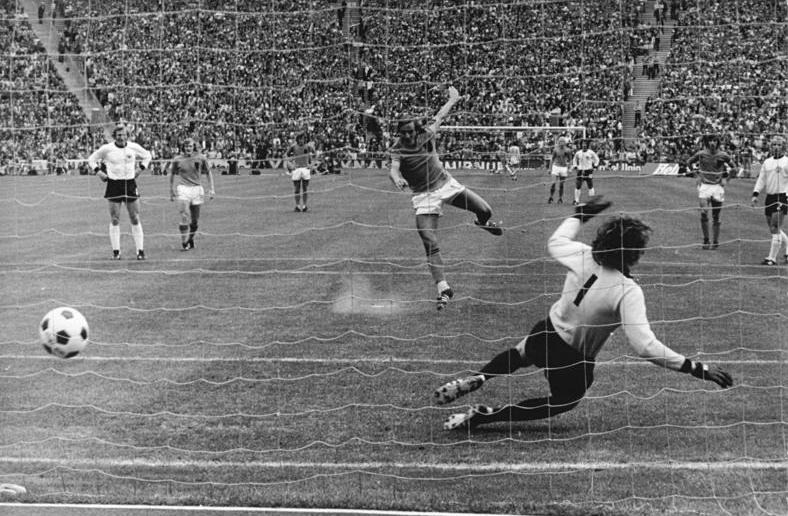
Ouverture du score sur penalty par Johan Neeskens.
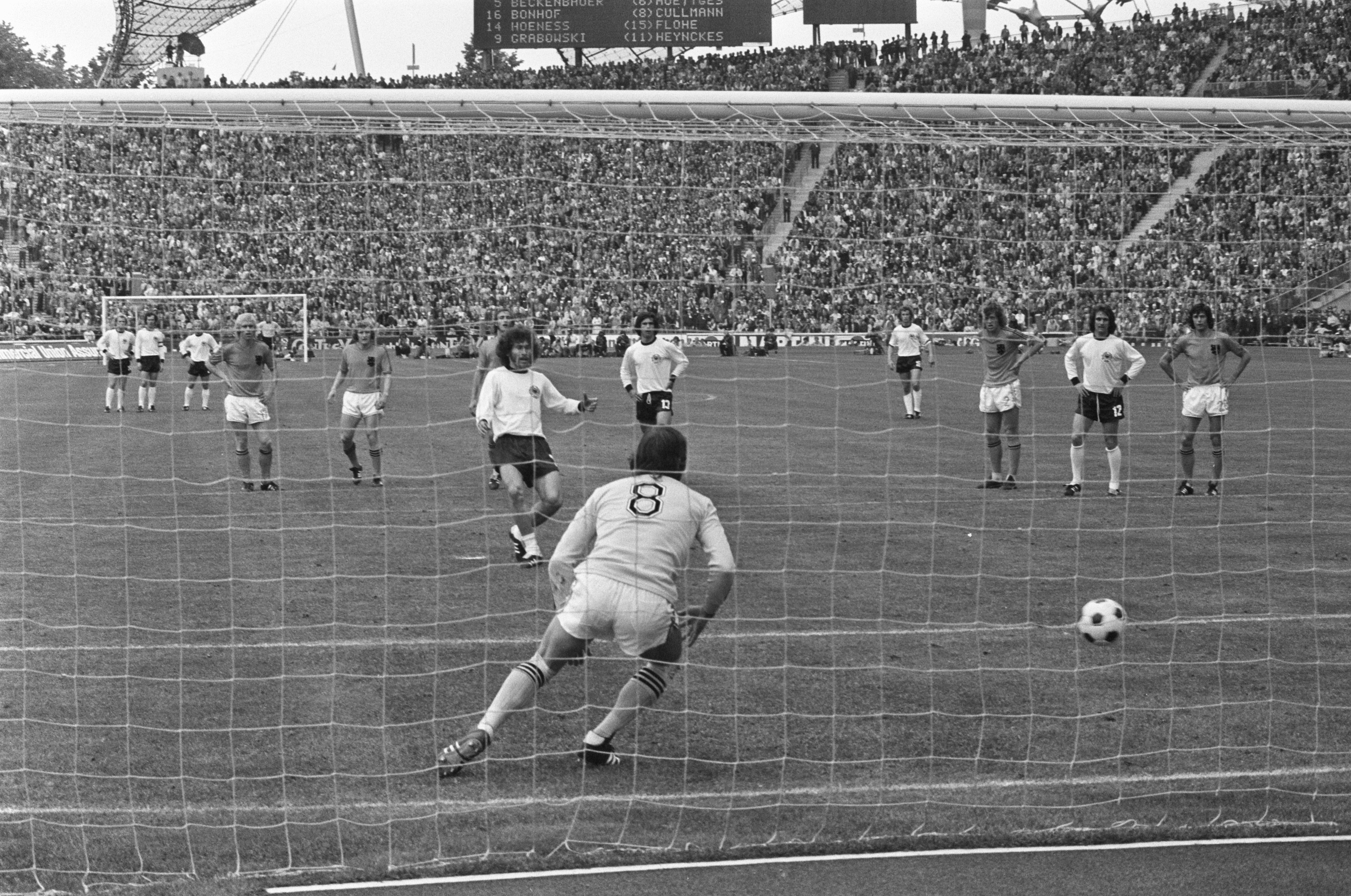
Égalisation de Paul Breitner sur penalty.

Après la Coupe du monde, l'équipe joue la phase de qualification du Championnat d'Europe 1976. Au sein d'un groupe délicat, l'équipe néerlandaise est accompagnée des sélections d'Italie, de Pologne et de Finlande. Les Oranjes terminent premiers devant les Polonais à la différence de buts et avec un point de plus que les Italiens. En phase finale, ils font face aux Belges en quart de finale. Le match aller, joué le 25 avril au stade De Kuip, est une formalité (5-0). Le 22 mai, le match retour au stade Roi-Baudouin se termine sur une nouvelle victoire néerlandaise (2-1). En demi-finale et confrontés à des luttes internes avec l'entraîneur George Knobel, ils sont défaits par les Tchécoslovaques en prolongation (1-3). Le 19 juin au stade Maksimir, les Néerlandais se classent troisièmes après un but de Ruud Geels en prolongation contre les Yougoslaves (3-2).
Les hommes d'Ernst Happel sortent aisément des éliminatoires de la Coupe du monde 1978, remportant cinq de leurs six matchs et ne concédant qu'un match nul contre l'Irlande du Nord. Les Néerlandais se rendent en Argentine sans Johan Cruyff, Wim van Hanegem et Jan van Beveren, qui refusent pour raisons diverses de participer à cette édition. Ils sont moins impressionnants en phase de groupes, ne se qualifiant qu'à la différence de buts aux dépens de l'Écosse, après une victoire sur l'Iran (3-0, triplé de Robert Rensenbrink), un match nul et vierge avec le Pérou et une défaite contre l'Écosse (2-3, buts de Rensenbrink et de Rep). Dans la deuxième phase de groupes, les Pays-Bas terminent en tête en écartant l'Italie (2-1, buts d'Ernie Brandts et d'Arie Haan), l'Autriche (5-1, doublé de Rep, buts de Willy van de Kerkhof, de Brandts et de Rensenbrink) et l'Allemagne de l'Ouest (2-2, buts de Haan et de René van de Kerkhof) de la course vers la finale face au pays organisateur.

Feuille de match de la finale de la Coupe du monde 1978.

Le 25 juin 1978, au Monumental, devant près de 75 000 spectateurs principalement argentins, le match arbitré par l'Italien Sergio Gonella commence avec du retard après que les joueurs argentins apparaissent tardivement sur le terrain, puis protestent auprès de l'arbitre en remettant en cause la légalité d'un plâtre au poignet de René van de Kerkhof. Les Néerlandais menacent alors de quitter la pelouse, clamant un chantage permettant de monter contre eux une foule hostile. L'arbitre parvient à siffler le coup d'envoi d'une finale hachée où il doit régulièrement intervenir. Initialement, les Pays-Bas dominent et une première tête de Rensenbrink frôle le montant droit des buts argentins. Au fil du temps, l'Argentine prend le dessus et Daniel Passarella rate quatre occasions en première mi-temps, tandis que les tentatives de Johnny Rep et Rensenbrink sont repoussées par le gardien argentin Ubaldo Fillol. À la 38e minute de jeu, la star argentine Mario Kempes perfore la défense néerlandaise et glisse le ballon sous le gardien Jan Jongbloed pour ouvrir le score.

Au début de la seconde mi-temps, Leopoldo Luque échappe à la défense néerlandaise côté droit, son centre est repris par Kempes qui, gêné par la sortie de Jongbloed, ne cadre pas sa frappe. Malgré l'envie d'attaquer, les Néerlandais doivent attendre la 82e minute avant de parvenir à égaliser. Dick Nanninga, entré en jeu en remplacement de Johnny Rep, reprend de la tête un centre de René van de Kerkhof dans le but argentin. Dans la dernière minute du temps réglementaire, un coup franc lointain du capitaine hollandais Ruud Krol est réceptionné par l'ailier gauche Rensenbrink dans la surface argentine. D'un angle aigu, il devance Fillol et tire la balle sur le poteau argentin, le score restant donc à 1-1. En prolongation, les deux équipes sont fatiguées, mais les Argentins trouvent les ressources pour continuer à attaquer et une frappe de René Houseman est repoussée par Jongbloed. Juste avant la mi-temps de la prolongation, Kempes accélère et dribble deux défenseurs néerlandais à l'entrée de la surface de réparation. Kempes pique son ballon devant Jongbloed, venu à sa rencontre, qui repousse la balle sur l'attaquant argentin qui n'a plus qu'à accompagner le ballon dans le but vide. En fin de match, une nouvelle accélération du meilleur buteur de l'édition est fatale aux Oranjes. Kempes réalise un double une-deux entaché d'une main avec Daniel Bertoni qui trompe Jongbloed (1-3). Johnny Rep est le meilleur buteur de l'équipe des Pays-Bas en Coupe du monde avec sept buts (quatre en 1974, trois en 1978).

### La régression puis le triomphe continental (années 1980)

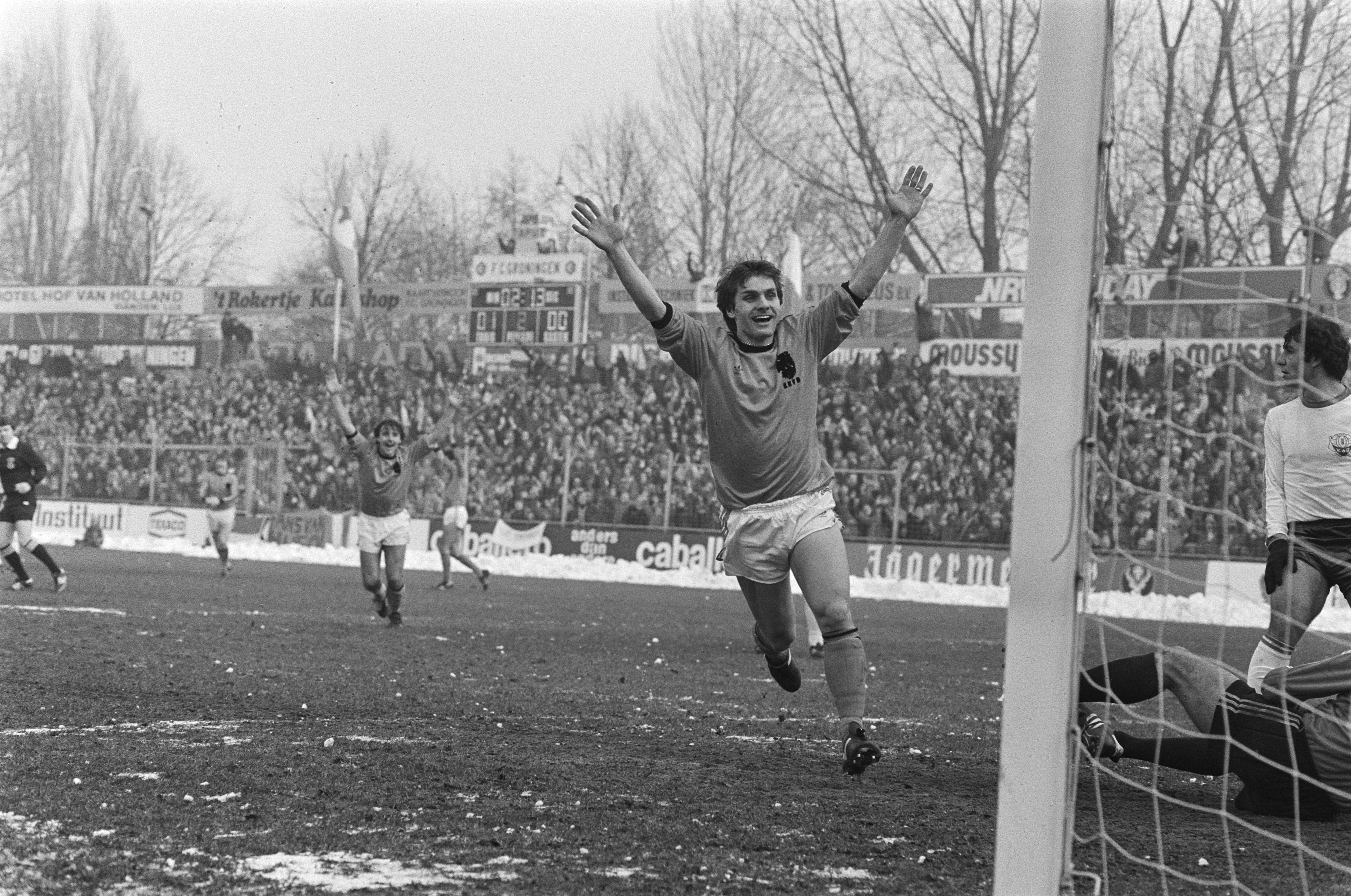
But de Cees Schapendonk contre Chypre en éliminatoires du mondial 1982.

La Pologne et l'Allemagne de l'Est sont les adversaires les plus coriaces des Oranjes dans les qualifications pour le Championnat d'Europe de 1980 dans un groupe composé aussi de la Suisse et de l'Islande. Les Pays-Bas remportent leurs quatre premiers matchs, mais perdent face à la Pologne de Zbigniew Boniek à Chorzów (0-2). Une victoire en Islande (4-0) permet aux Pays-Bas d'être maîtres de leur destin avant les deux derniers matchs, avec dix points tandis qu'Est-Allemands et Polonais en comptent onze. Le premier match, à domicile contre la Pologne, se termine sur un score nul, Huub Stevens égalisant en seconde mi-temps (1-1). Le dernier match voit l'Allemagne de l'Est prendre les devants et doubler la mise, mais les Pays-Bas reviennent au score et Willy van de Kerkhof marque le but de la qualification (3-2). En phase finale, les Pays-Bas tombent dans un groupe difficile avec notamment l'Allemagne de l'Ouest et la Tchécoslovaquie. Après une victoire étriquée sur la Grèce (1-0), ils sont battus par les coéquipiers de Klaus Allofs (2-3) et font match nul avec ceux d'Antonín Panenka (1-1). Ils frôlent la qualification pour les demi-finales, n'étant devancés par les Tchécoslovaques qu'à la différence de buts. Pourtant, alors qu'ils doivent obligatoirement vaincre les Tchécoslovaques pour disputer au moins le match pour la troisième place, les Oranjes jouent principalement dans leur propre moitié de terrain, sans inspiration. « Mes joueurs semblent avoir déjà l'esprit en vacances », déclare le sélectionneur Jan Zwartkruis après le match. En 1981, ils participent au Mundialito des nations en Uruguay et sont éliminés dès le premier match contre le pays hôte (0-2).

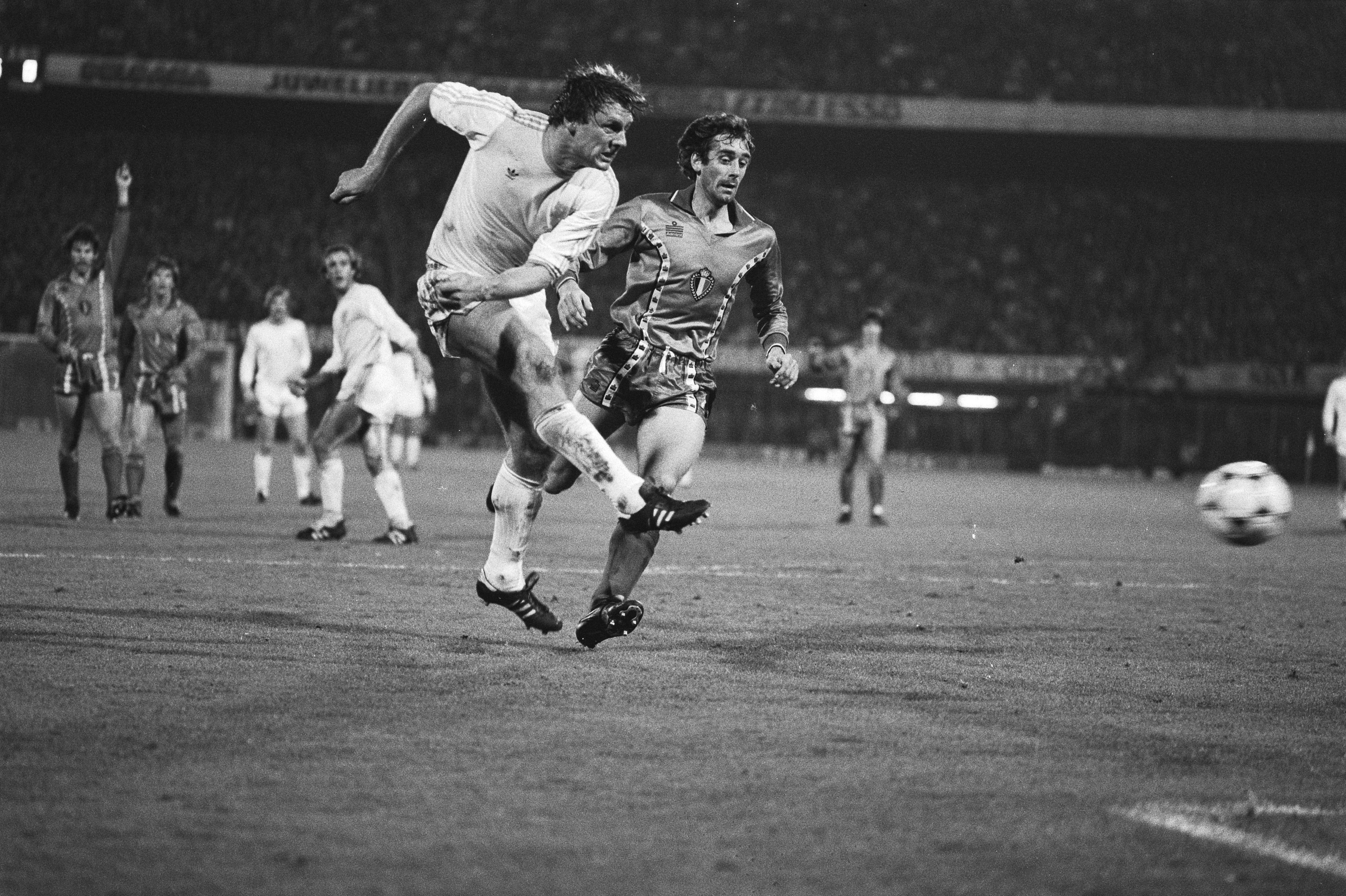
But de contre la Belgique en éliminatoires du mondial 1982.

Dans la foulée, les Pays-Bas se lancent dans les éliminatoires de la Coupe du monde 1982 au sein d'un groupe homogène avec l'Irlande, la France et la Belgique. En concédant un match nul aux Irlandais à domicile, les Pays-Bas se classent deux points derrière la Belgique et à un point de la France, deuxième qualifiée pour le mondial espagnol. Après cet échec et les retraites internationales de cadres tels que Krol et Haan, les Oranjes entament les qualifications pour le Championnat d'Europe de 1984. Ils luttent principalement avec l'Espagne, les deux équipes restant très proches au fil de la compétition. Avant d'accueillir Malte pour le dernier match, l'Espagne doit gagner par onze buts d'écart pour dépasser les Pays-Bas au nombre de buts marqués. Le match se termine sur le score de 12-1, éliminant les Pays-Bas,. Ces derniers sont encore plus proches de la qualification pour la Coupe du monde de 1986. Dans un groupe avec l'Autriche, la Hongrie et Chypre, les Pays-Bas perdent leurs deux premiers matchs, d'abord à De Kuip devant la Hongrie (1-2), puis à Vienne (0-1). Après un match nul à domicile contre l'Autriche (1-1), les Néerlandais sont condamnés à l'emporter chez les leaders hongrois lors de l'ultime rencontre afin de devancer les Autrichiens. Un but de Rob de Wit en deuxième mi-temps suffit à leur offrir la deuxième place synonyme de match couperet pour le Mexique. Les Pays-Bas jouent leur duel décisif contre la Belgique, qui se qualifie selon la règle des buts marqués à l'extérieur aux dépens des Bataves après une victoire à domicile (0-1) puis une défaite à l'extérieur (2-1).

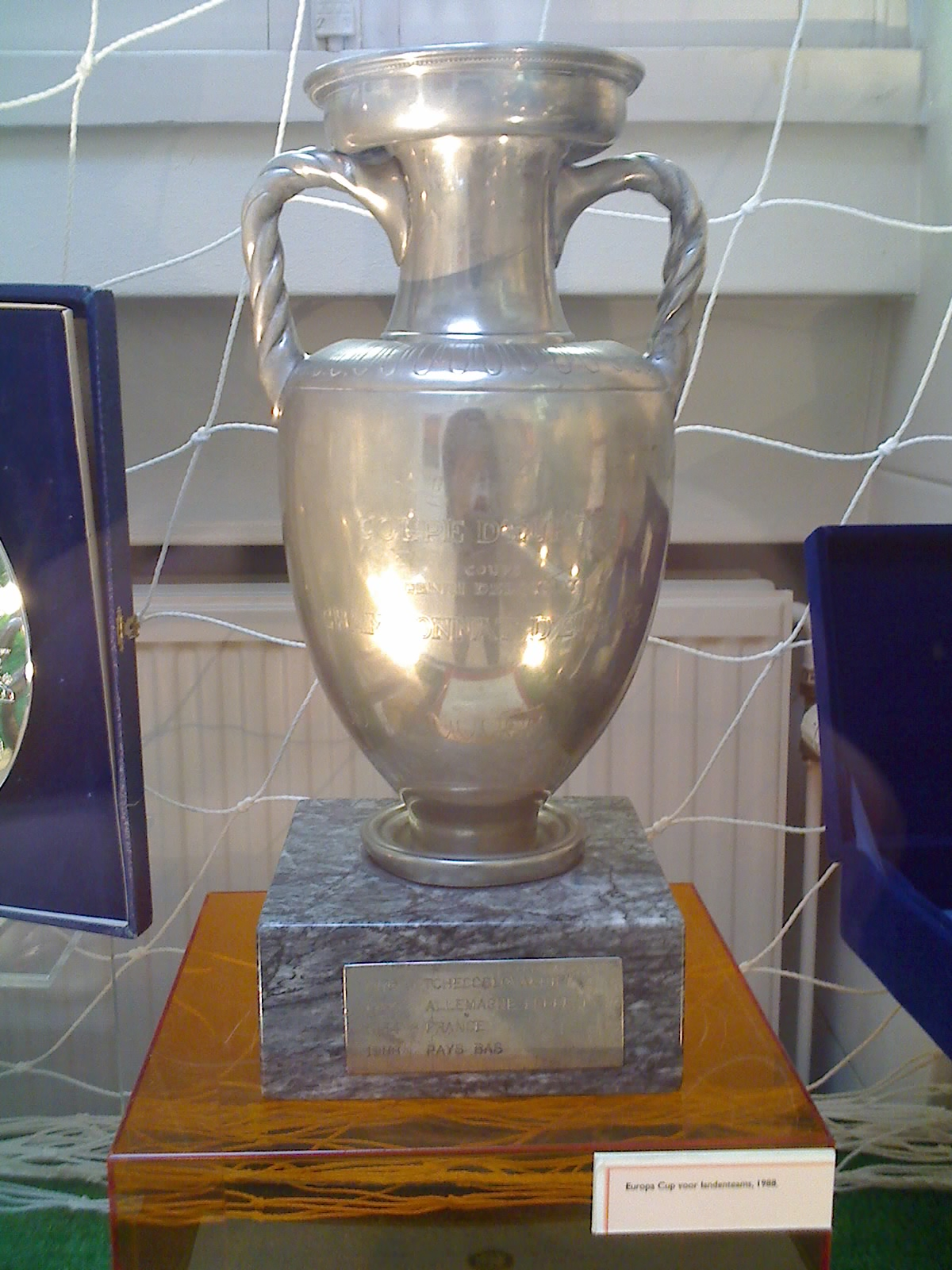
Trophée du championnat d'Europe 1988, exposé à Amsterdam.

Feuille de match de la finale du championnat d'Europe 1988.

Les Pays-Bas, emmenés par Ruud Gullit, Frank Rijkaard et Marco van Basten, réussissent enfin à se qualifier pour une compétition majeure en remportant facilement leur groupe de qualification pour l'Euro 1988 devant la Grèce, la Hongrie, la Pologne et Chypre. Rinus Michels reprend les rênes de l'équipe nationale pour la phase finale en Allemagne de l'Ouest. Ils tombent dans le groupe de l'Union soviétique, de l'Irlande et de l'Angleterre. Ils commencent mal avec une défaite contre les Soviétiques (0-1), puis battent l'Angleterre (3-1, triplé de van Basten) et l'Irlande (1-0, but de Wim Kieft à la 82e minute de jeu). Ils terminent deuxièmes du groupe, et affrontent le pays organisateur en demi-finale pour une revanche de la finale de la Coupe du monde 1974. L'Allemand Lothar Matthäus ouvre la marque sur penalty avant que Ronald Koeman ne lui réponde. Marco van Basten marque à la 89e minute de jeu et coule l'équipe allemande (2-1). La victoire est ternie par le comportement d'après-match de Ronald Koeman, qui, devant les supporteurs allemands, feint de s'essuyer le derrière avec le maillot d'Olaf Thon comme s'il s'agissait de papier toilette.
En finale, les Pays-Bas retrouvent les Soviétiques. À la 32e minute de jeu, Ruud Gullit, discret jusque-là dans ce tournoi, frappe un coup franc enroulé que Rinat Dasaev détourne en corner. Tiré par Erwin Koeman, il ne donne rien dans un premier temps mais Koeman remet la balle perdue dans la surface de réparation tandis que la défense soviétique remonte afin de jouer le hors-jeu. Van Basten, couvert par l'un des défenseurs, s'arrache pour redresser de la tête la course du ballon vers le point de penalty. Gullit arrive lancé et catapulte de la tête le ballon au fond des filets. À la 54e minute de la finale, Aleksandr Zavarov perd le ballon dans le camp néerlandais. Il est récupéré par Adri van Tiggelen qui accélère avant de servir Arnold Mühren côté gauche. Ce dernier tente immédiatement une transversale à destination de Marco van Basten, qui parvient à reprendre de volée et à tromper Dasaev d'un angle fermé (2-0). Après une sortie hasardeuse sur Sergueï Gotsmanov punie d'un penalty, le gardien néerlandais Hans van Breukelen rattrape son erreur en détournant la tentative d'Igor Belanov, assurant le premier titre majeur des Oranjes. Marco van Basten termine meilleur buteur de la compétition avec cinq buts.

### Le trop large costume de favori (années 1990)
Forts de leur premier titre international, les Pays-Bas se retrouvent dans les éliminatoires du mondial 1990 avec l'Allemagne de l'Ouest, la Finlande et le pays de Galles, se baladant avec les Allemands pour décrocher l'une des deux places qualificatives. Après deux matchs nuls lors des confrontations germano-néerlandaises au début des éliminatoires, un résultat nul entre l'Allemagne de l'Ouest et le pays de Galles permet aux Pays-Bas de finir premiers et de se qualifier, tandis que l'Allemagne de l'Ouest est l'une des équipes qualifiées parmi les meilleures deuxièmes. Cependant, le sélectionneur néerlandais Thijs Libregts (en) est congédié sous la pression des joueurs. Avec Leo Beenhakker comme nouvel entraîneur, l'équipe des Pays-Bas fait partie des favoris de la phase finale. En Italie, les Pays-Bas parviennent à sortir d'un groupe serré où seule l'Angleterre gagne une rencontre, sur l'Égypte. Départagés avec les Irlandais par tirage au sort et parmi les meilleurs troisièmes malgré trois matchs nuls, les Oranjes retrouvent les Ouest-Allemands en huitième de finale et s'inclinent (1-2, but de Ronald Koeman sur penalty) face aux futurs vainqueurs de la compétition. Van Basten ne réussit pas à inscrire le moindre but en Italie, étant souvent marqué à la culotte par les défenseurs adverses, tandis que Gullit ne s'est pas complètement remis d'une blessure.
Sous la houlette de Rinus Michels, les Pays-Bas se projettent ensuite dans la défense de leur titre de champions d'Europe, se trouvant dans le groupe éliminatoire avec le Portugal, la Finlande, la Grèce et Malte. Ils se qualifient pour le tournoi principal malgré une défaite initiale à l'extérieur contre le Portugal et un match nul en Finlande. Ils battent les Ibériques au match retour (1-0, but de Richard Witschge) et remportent le groupe. À l'Euro 1992, les Pays-Bas réalisent un probant premier tour en signant une victoire sur l'Écosse (1-0, but de Dennis Bergkamp), un match nul et vierge avec la CEI et une victoire sur l'Allemagne (3-1, buts signés Rijkaard, Rob Witschge et Bergkamp). En demi-finale contre le Danemark, les Pays-Bas sont rapidement menés au score après une réalisation de Henrik Larsen. Bergkamp égalise avant que Larsen ne signe un doublé avant la mi-temps. Quatre minutes avant la fin du temps réglementaire, Rijkaard arrache l'égalisation et la prolongation (2-2). Les deux équipes restent muettes pendant celle-ci et les Oranjes sont éliminés aux tirs au but, van Basten voyant son tir arrêté par Peter Schmeichel. C'est le début d'une malédiction avec les séances de tirs au but qui empêche les Pays-Bas d'aller au bout des compétitions. Après ce 53e match des Oranjes dirigé, Rinus Michels se retire, cette fois-ci définitivement, au profit de Dick Advocaat.
La qualification pour la Coupe du monde aux États-Unis passe par un groupe composé des équipes d'Angleterre, de Norvège, de Pologne, de Turquie et de Saint-Marin. Les Oranjes perdent d'entrée à Oslo (1-2) face aux coéquipiers de Kjetil Rekdal qui terminent en tête du groupe. Après un match nul à domicile contre la Pologne puis deux victoires sur Saint-Marin et la Turquie, ils se déplacent à Wembley pour une confrontation décisive. Menés de deux buts en première mi-temps après un coup franc de John Barnes et un but de David Platt, les Néerlandais réagissent d'une balle piquée de Jan Wouters reprise de volée par Bergkamp qui lobe Chris Woods et d'un penalty – pour un tirage de maillot de Des Walker sur Bergkamp – transformé par Peter van Vossen, entré en jeu à la place d'un Gullit éreinté. Après un résultat nul contre les leaders norvégiens, les Pays-Bas vainquent l'Angleterre à Rotterdam (2-0, buts de Ronald Koeman et de Bergkamp). Enfin, dans leur duel à distance avec les Anglais, ils s'assurent la deuxième place qualificative en l'emportant à l'extérieur contre la Pologne (3-1). En phase finale, privés de Marco van Basten, blessé, et de Ruud Gullit qui renonce après une dispute avec l'entraîneur Dick Advocaat, ils commencent par une victoire sur l'Arabie saoudite (2-1), avant de perdre contre la Belgique (0-1) et de battre le Maroc (2-1). Les Pays-Bas se qualifient en tant que vainqueurs d'un groupe très serré, où toutes les équipes sauf le Maroc ont six points. En huitième de finale, ils disposent de l'Irlande confortablement (2-0) grâce à des réalisations de Bergkamp et de Wim Jonk. Mais en quart de finale à Dallas, les Oranjes tombent sur un os, le Brésil et son redoutable duo d'attaquants. Après un score nul à la mi-temps, les Brésiliens ouvrent la marque à la 52e minute par l'intermédiaire de Romário qui reprend de l'extérieur du pied un centre de Bebeto. Après une première frappe sur le poteau, Bebeto profite à l'heure de jeu d'un mauvais replacement de la défense orange – qui croit Romário hors-jeu alors qu'il se désintéresse du ballon au profit de son compère – après un long dégagement de Ed de Goey pour échapper à Wouters, éviter la sortie du gardien et glisser le ballon au fond des filets. Trois minutes plus tard, Dennis Bergkamp réduit l'écart après une rentrée de touche en s'infiltrant dans la surface de réparation au milieu de trois défenseurs et catapultant le ballon hors de portée de Cláudio Taffarel. À la 76e minute de jeu, un corner tiré par Marc Overmars est repris de la tête par Aaron Winter qui remet les deux équipes à égalité. L'un des joueurs les plus décriés de l'équipe de Carlos Alberto Parreira fait à lui seul la différence en fin de match. Vétéran du mondial 1986, l'arrière gauche Branco ne doit sa place de titulaire qu'à la suspension de Leonardo, coupable d'avoir donné un coup de coude à l'Américain Tab Ramos. Après un premier coup franc à plus de trente mètres du but de De Goey qui prend la direction de la lucarne avant la parade du gardien, il provoque la défense néerlandaise et obtient un nouveau coup de pied arrêté à neuf minutes de la fin du match. Sur un coup franc à vingt-cinq mètres du but néerlandais, le Brésilien déclenche une frappe surpuissante, le ballon contourne le mur, heurte la base du poteau gauche et termine sa course au fond des filets (2-3),.

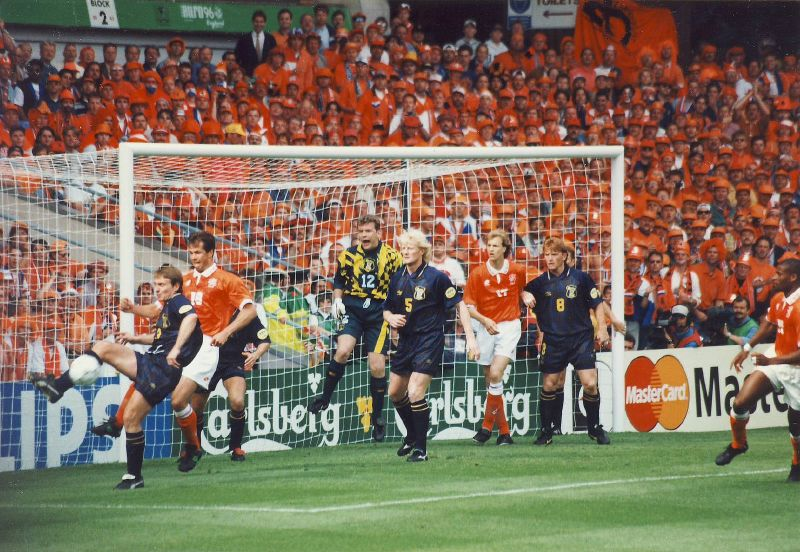
Scène du match contre l'Écosse de l'Euro 1996.

Advocaat choisit de ne pas présenter sa démission après la Coupe du monde, et il est autorisé à poursuivre son mandat. Toutefois, il reprend le PSV Eindhoven en 1995, et la fin des qualifications pour le Championnat d'Europe 1996 est menée par Guus Hiddink. Les Oranjes se compliquent la tâche en perdant en Biélorussie (0-1). Ils se classent à la deuxième place après une victoire sur la Norvège (3-0) et battent l'Irlande en barrage (2-0) grâce à un doublé de Patrick Kluivert. En Angleterre, ils font au premier tour match nul et vierge avec l'Écosse et gagnent contre la Suisse (2-0). Le dernier match de groupe contre l'Angleterre est décisif, les Anglais ayant eu les résultats inverses, avec un match nul contre la Suisse (1-1) et une victoire sur l'Écosse (2-0). Le pays hôte s'impose largement (1-4) et les Hollandais sont proches d'être dépassés au classement par l'Écosse, ne devant leur salut qu'à la réduction du score en fin de match par Kluivert. Ils sont éliminés par la France en quart de finale aux tirs au but. Le parcours néerlandais est perturbé par des querelles internes à l'équipe, cinq joueurs noirs de l'Ajax formant un clan qu'ils baptisent De kabel (nl) après une déclaration fracassante d'Edgar Davids qui conseille à Hiddink « de cesser de mettre sa tête dans le cul de certains joueurs afin de voir plus clair », avant d'être exclu de la sélection.
Les Pays-Bas remportent leur groupe de qualification pour le mondial 1998 en gagnant six de leurs huit matchs. Ils perdent à l'extérieur (0-1) et concèdent le match nul (0-0) aux Turcs, mais ces derniers laissent filer trop de points et finissent troisièmes derrière les Belges. En France, les Pays-Bas retrouvent la Belgique au premier tour, ainsi que le Mexique et la Corée du Sud. Ils débutent par un match nul et vierge avec la Belgique, puis écrasent la Corée du Sud d'un convaincant 5-0 et, déjà qualifiés, font un nouveau résultat nul avec le Mexique (2-2). En huitième de finale, les Pays-Bas ouvrent le score par Bergkamp avant l'égalisation yougoslave par Slobodan Komljenović en seconde mi-temps. Quelques instants plus tard, la star Predrag Mijatović, deuxième au classement du Ballon d'or 1997, rate un penalty avant qu'Edgar Davids ne marque le but de la qualification dans les arrêts de jeu (2-1). En quart de finale au stade Vélodrome, les Pays-Bas affrontent l'Argentine pour la première fois depuis leur défaite en finale du mondial 1978. Après avoir frappé sur le montant du but de Carlos Roa, les Oranjes ouvrent la marque par Kluivert sur une remise de la tête de Bergkamp. Ils reculent ensuite et permettent l'égalisation argentine par Claudio López, parti à la limite du hors-jeu. Après l'expulsion d'Arthur Numan pour un second carton jaune, le meneur de jeu argentin Ariel Ortega prend d'assaut la défense orange qui plie mais ne rompt pas. À la 87e minute de jeu, Ortega simule une faute dans la surface de réparation et est expulsé à son tour après avoir asséné un coup de tête à Edwin van der Sar. Dans les dernières minutes du match, une longue transversale de Frank de Boer trouve Bergkamp à l'entrée de la surface qui élimine Roberto Ayala sur le contrôle avant d'enchaîner avec une frappe de l'extérieur du pied droit qui fait mouche (2-1), l'un des plus beaux buts de la compétition. Les Pays-Bas atteignent leur première demi-finale de Coupe du monde depuis 1978, et font face au Brésil, toujours à Marseille. Jaap Stam contre une première occasion de but de Ronaldo, mais il ne peut rien sur une ouverture de Rivaldo qui trouve Ronaldo pour le premier but de la rencontre. Après plusieurs possibilités pour Ronaldo de doubler la mise, c'est finalement Kluivert qui égalise de la tête à cinq minutes du terme sur un centre de Ronald de Boer (1-1). Durant la prolongation, Frank de Boer sauve à deux reprises le camp néerlandais face à Ronaldo et la qualification pour la finale se joue aux tirs au but, que les Pays-Bas perdent une nouvelle fois. Malgré le but de Boudewijn Zenden, les Pays-Bas terminent quatrièmes avec une défaite à Paris contre la Croatie (1-2) dans un match où tous les buts sont marqués dans les 35 premières minutes. Guus Hiddink démissionne après la Coupe du monde et cède sa place à Frank Rijkaard.

### Souvent bien placés mais jamais gagnants (années 2000)
Les Pays-Bas et la Belgique coorganisent le championnat d'Europe en 2000 et sont donc dispensés de phase qualificative. Dans le tournoi, le premier match des Oranjes contre la République tchèque est poussif, les Néerlandais ne l'emportant que grâce à un penalty dans les dernières minutes (1-0). Contre le Danemark, après une première mi-temps là aussi poussive, ils accélèrent en seconde période pour gagner 3-0. Les Pays-Bas sont qualifiés pour les quarts de finale mais, afin de jouer à domicile plutôt qu'en Belgique, ils s'attachent à gagner le dernier match contre la France (3-2) qui aligne son équipe bis et qui mène malgré tout deux fois au score. En quart de finale, la Yougoslavie oppose une faible résistance, Patrick Kluivert ouvrant le score après un long une-deux avec Bergkamp et doublant la mise sur une passe de Davids au milieu d'une défense apathique. En seconde mi-temps, le calvaire des défenseurs yougoslaves continue et Kluivert pousse Dejan Govedarica à marquer contre son camp avant de signer un triplé sur une passe de Zenden. Marc Overmars corse l'addition d'une reprise de volée à vingt mètres du but yougoslave puis signe un doublé en reprenant une frappe sur le poteau de Philip Cocu. Dans les dernières secondes de jeu, Savo Milošević sauve l'honneur en poussant le ballon dans le but néerlandais après une frappe de Mijatović sur la barre transversale (6-1).
Mais contre l'Italie en demi-finale, la malédiction des tirs au but continue et les Pays-Bas sont éliminés (0-0, 1-3 aux tirs au but) dans un match de légende. Gianluca Zambrotta est expulsé au début de la rencontre, ce qui donne aux Pays-Bas l'avantage de jouer à onze contre dix. Mais malgré de nombreuses occasions de but dont une frappe de Bergkamp sur le poteau, les Italiens recroquevillés en défense tiennent le coup. Symbole de la malchance des Pays-Bas, ils ratent deux penalties dans le temps réglementaire, l'un par Frank de Boer et l'autre par Kluivert qui touche le poteau, ce qui donne à la Squadra Azzurra un avantage psychologique pour les tirs au but qu'elle atteint presque miraculeusement vu le scénario de la rencontre. Effectivement, Francesco Toldo se montre héroïque lors de cette séance, comme tout au long de l'Euro en général, et Francesco Totti se paie même le luxe de tenter une panenka. Rijkaard démissionne à l'issue de la compétition.
Les Néerlandais ne participent pas à la Coupe du monde 2002, terminant troisièmes du groupe de qualification derrière le Portugal et l'Irlande. Ils ne sont pas parvenus à gagner contre leurs adversaires pour la qualification, cédant des points contre le Portugal (défaite 2-4 à domicile, nul 2-2 au Portugal) et perdant un match décisif en Irlande (0-1). Pour la première fois depuis 1986, l'équipe néerlandaise reste à la maison lors d'une compétition majeure. Malgré la déception des supporteurs et des médias néerlandais, la faute de ces résultats décevants est imputée aux joueurs manquant de qualités collectives. Pourtant, l'entraîneur Louis van Gaal quitte la barre du navire néerlandais après cet échec.

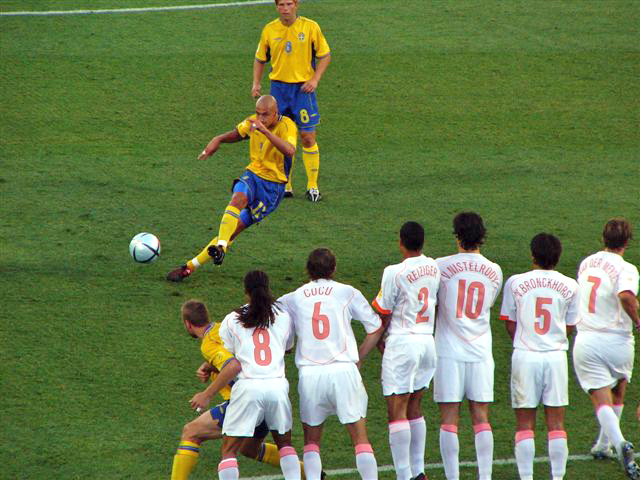
Coup franc du Suédois Henrik Larsson contre les Pays-Bas à l'Euro 2004.

Repris en main par Dick Advocaat, les Oranjes se classent deuxièmes de leur groupe de qualification pour le Championnat d'Europe au Portugal, derrière les Tchèques de Jan Koller qui sont les seuls à les vaincre (1-3). De fait, les Néerlandais doivent passer par un barrage contre l'Écosse. Après une défaite à Hampden Park (0-1), ils s'imposent largement au match retour (6-0, dont un triplé de Ruud van Nistelrooy) et valident leur qualification. À l'Euro 2004, privés de Mark van Bommel pour cause de blessure, ils terminent deuxièmes d'un « groupe de la mort ». Ils entament la compétition par un nul contre l'Allemagne (1-1) avant de perdre contre les Tchèques qui les avaient déjà devancés en qualification. Ils mènent pourtant rapidement par deux buts à zéro avant de s'incliner (2-3), Advocaat faisant entrer Paul Bosvelt à la place d'Arjen Robben alors qu'ils mènent encore 2-1, ce qui provoque l'ire des supporteurs et des médias néerlandais. Mais ils battent la Lettonie (3-0) pendant que les Allemands s'inclinent devant la République tchèque déjà qualifiée, ce qui les qualifie pour les quarts de finale. Ils jouent ainsi contre la Suède. Le match est à haut rythme et les occasions se multiplient, Ruud van Nistelrooy et Henrik Larsson frappant même les montants des buts adverses respectifs. Mais malgré cela, le score reste nul et vierge et la décision se fait aux tirs au but où les Néerlandais l'emportent pour la première fois de leur histoire, brisant ainsi la malédiction qui planait depuis l'Euro 1992 sur cette séance particulière. Cependant les Pays-Bas échouent en demi-finale contre le Portugal (1-2) qui joue à domicile. Advocaat démissionne du poste d'entraîneur des Pays-Bas peu après.

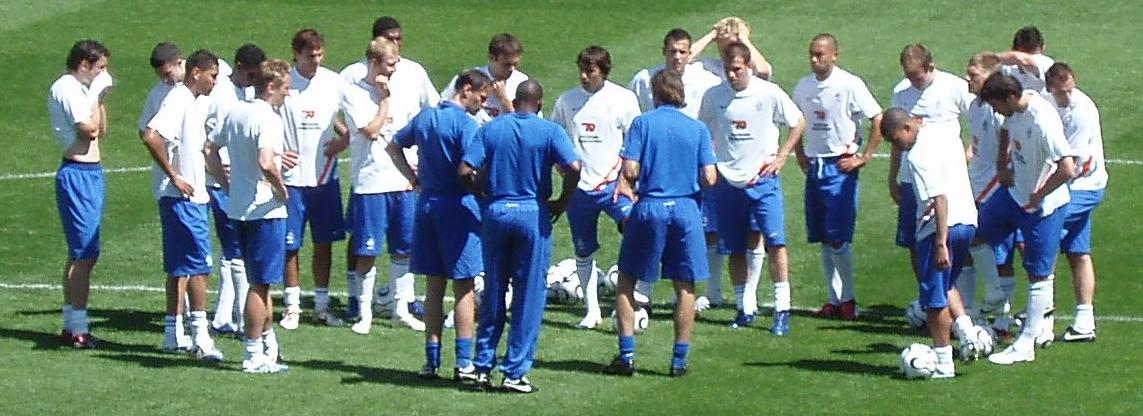
Cadre de la Coupe du monde 2006.

Marco van Basten, gloire néerlandaise des années 1980, prend les rênes de l'équipe nationale en juillet 2004. Il décide de la rajeunir, donnant leur chance à Dirk Kuyt ou Robin van Persie au détriment des expérimentés Roy Makaay, Clarence Seedorf ou Edgar Davids. Il change également de style de jeu, passant du traditionnel 4–3–3 à une disposition en 4–2–3–1. Van Basten obtient des résultats en qualifications pour la Coupe du monde 2006, les Néerlandais remportant tous leurs matchs sauf deux résultats nuls contre la Macédoine. Les Tchèques prennent la deuxième place à cinq points des Pays-Bas. Lors de la Coupe du monde 2006, les Pays-Bas passent le premier tour sans toutefois briller (victoires 1-0 sur la Serbie-et-Monténégro et 2-1 contre la Côte d'Ivoire et nul 0-0 avec l'Argentine) dans un groupe annoncé là aussi comme « groupe de la mort », les Néerlandais se classant deuxièmes derrière les Argentins, devancés à la différence de buts. En huitième de finale, le Portugal barre à nouveau la route des Néerlandais sur le score d'un but à zéro. Le match, haché par les fautes, est connu pour les nombreux cartons distribués par Valentin Ivanov. Un total de vingt cartons sont sortis, seize jaunes et quatre rouges, deux pour chaque équipe. Malgré les critiques entourant sa politique de sélection et le manque de jeu offensif de son équipe, Marco van Basten se voit offrir une prolongation de deux ans de son contrat par la fédération néerlandaise, le prolongeant jusqu'au mondial 2010. Ce choix est vu comme un vote de confiance des dirigeants de la KNVB en van Basten et ses assistants.

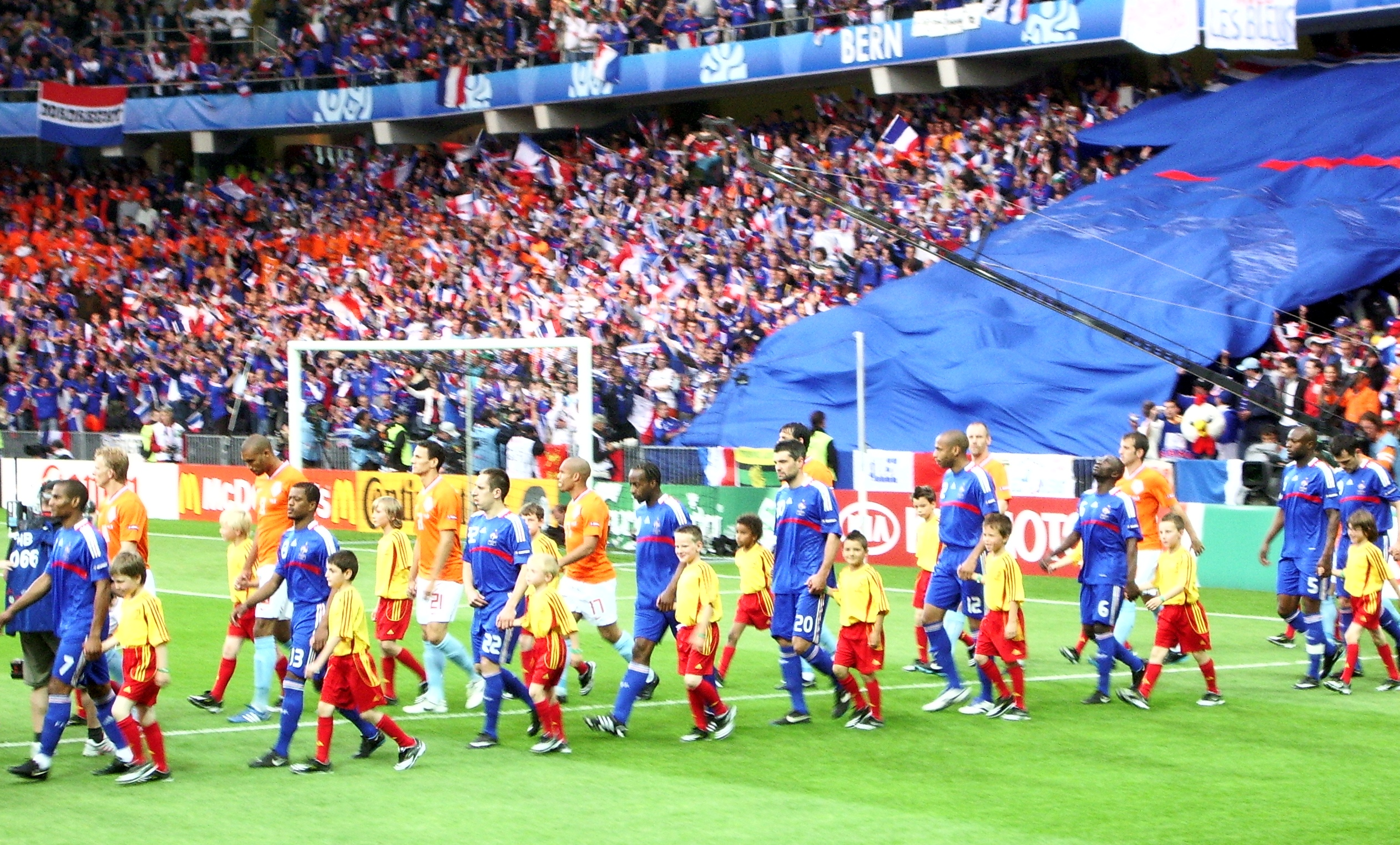
Entrée des équipes de France et des Pays-Bas à l'Euro 2008.

Le 2 septembre 2006, les Pays-Bas entament leur campagne de qualification pour l'Euro 2008 avec une victoire à Luxembourg. En septembre 2007, ils vainquent la Bulgarie à l'Amsterdam Arena sur des buts de Wesley Sneijder et Ruud van Nistelrooy, puis remportent une victoire âprement disputée contre l'Albanie, van Nistelrooy marquant le but de la victoire dans le temps additionnel. Cette dernière victoire permet à l'équipe néerlandaise de se placer en deuxième position, à égalité de points avec la Roumanie, mais avec une moins bonne différence de buts. Les Oranjes sont battus en Roumanie (0-1) le 13 octobre 2007, mais quatre jours plus tard, la victoire des Pays-Bas sur la Slovénie (2-0), tandis que leur rivaux bulgares ne prennent qu'un point en Albanie, offre aux Pays-Bas la possibilité de se qualifier pour l'Euro 2008 s'ils gagnent l'un de leurs deux derniers matchs. Mission accomplie le 17 novembre 2007 après une courte victoire sur le Luxembourg (1-0, but de Danny Koevermans). Battus en Biélorussie lors du dernier match (1-2), les Néerlandais ne semblent pas au mieux. Pourtant dès le début de l'année 2008, cette apparence change totalement. Ils jouent leur premier match contre la Croatie à Split, et sans Ruud van Nistelrooy, Robin van Persie, Clarence Seedorf, Orlando Engelaar et Arjen Robben, l'emportent 3-0. Le premier but est marqué par John Heitinga de la tête, tandis que Klaas-Jan Huntelaar signe le deuxième but sur une passe de Tim de Cler et Jan Vennegoor of Hesselink le but final. En match de préparation contre l'Autriche, ils gagnent 4-3, renversant le score après avoir été mené de trois buts en première période. Plus tard, ils écrasent l'Ukraine (3-0), quart de finaliste du dernier mondial.
En phase finale, les Oranjes tombent dans le groupe de la Roumanie, de l'Italie et de la France, une nouvelle fois qualifié de « groupe de la mort ». Pour son entrée dans la compétition le 9 juin 2008 à Berne, la sélection néerlandaise fait forte impression et se place dès le début de la compétition en position de favorite en l'emportant pour la première fois depuis trente ans sur l'Italie (3-0), championne du monde en titre. Elle continue sur sa lancée en disposant des Français (4-1), vice-champions du monde en 2006, puis des Roumains (2-0), en n'alignant pas son équipe-type, étant sûre d'arriver première de son groupe. Le 21 juin, elle est éliminée de la compétition en perdant en prolongation face à une équipe de Russie plus ambitieuse et inspirée, à l'image de son meneur de jeu Andreï Archavine, et entraînée par Guus Hiddink, en dépit d'une égalisation tardive par Ruud van Nistelrooy (1-3). À la suite de cet Euro, c'est Bert van Marwijk qui reprend les rênes de la sélection, succédant à Marco van Basten, parti entraîner l'Ajax.

### Une troisième défaite en finale de Coupe du monde (2010)

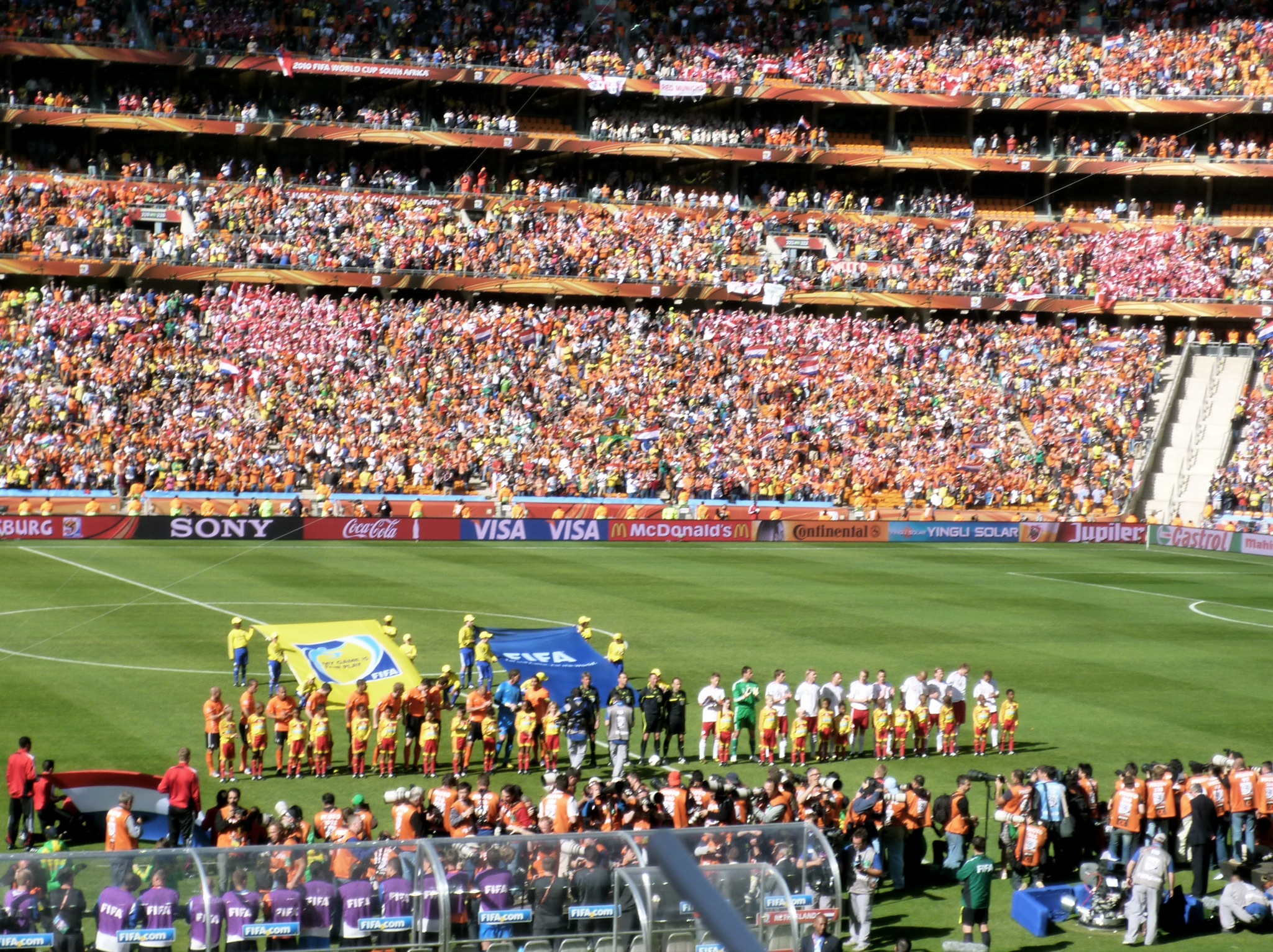
Présentation des équipes avant le match contre le Danemark au mondial 2010.

Le nouveau sélectionneur Bert van Marwijk utilise le plus souvent Klaas-Jan Huntelaar comme nouvel avant-centre de la sélection et successeur de van Nistelrooy. L'équipe néerlandaise réussit un parcours parfait en campagne de qualification pour la Coupe du monde 2010 dans le groupe 9, en compagnie d'équipes nettement inférieures sur le papier (Norvège, Islande, Macédoine et Écosse), remportant leurs huit matchs en n'encaissant que deux buts et devenant la première équipe européenne à se qualifier pour la phase finale en Afrique du Sud, terminant première de son groupe loin devant la Norvège, qui ne goûte même pas aux barrages. Le tirage au sort du 4 décembre 2009 place les Pays-Bas têtes de série. Ils sont répartis dans le groupe E, en compagnie du Danemark, du Japon (deuxième nation qualifiée après l'Afrique du Sud) et le Cameroun. Les Oranjes effectuent une préparation exemplaire avec quatre victoires en quatre matchs de préparation : deux premiers succès sur le même score de deux buts à un successivement contre les États-Unis le 3 mars puis le Mexique le 26 mai avant d'écraser le Ghana (4-1) le 1er juin et la Hongrie (6-1) le 5 juin.
Le premier match contre les Danois démarre lentement : 0-0 à la mi-temps. Mais dès la seconde période deux joueurs de Liverpool font basculer la rencontre, Daniel Agger marque contre son camp, et Dirk Kuyt en rajoute une couche : 2-0 pour les Oranjes. Lors de leur deuxième match, ils battent 1-0 une solide équipe japonaise et se qualifient avant même d'affronter le Cameroun, coulé par le Danemark. Les « Lions indomptables » ouvrent le score mais les Oranjes marquent deux fois (score final 2-1) et sont la seule équipe (hormis l'Argentine) à réaliser trois victoires en trois matchs. Ils terminent premier du groupe, devant le Japon.

Feuille de match de la finale de la Coupe du monde 2010.

En huitièmes de finale, ils affrontent la seule équipe néophyte de la compétition, la Slovaquie, bourreau surprise du champion du monde en titre, l'Italie. Mais les Pays-Bas se qualifient par deux buts à un, encaissant un pénalty de Róbert Vittek à la dernière seconde. Ils se qualifient pour les quarts de finale, où les attend à coup sûr une équipe sud-américaine. En quart de finale, ils tombent sur le Brésil. Ces deux pays se sont déjà affrontés à ce stade de la compétition en 1994, et le Brésil s'était imposé. Les Auriverdes confirment leur statut de favoris en marquant à la dixième minute, les Européens étant dominés durant une mi-temps entière. Puis Wesley Sneijder égalise sur un centre tir dévié par Felipe Melo. Et enfin, c'est ce même Sneijder, pourtant le plus petit joueur sur la pelouse, qui de la tête permet aux Pays-Bas de faire partie du dernier carré et d'écarter le Brésil. En demi-finale, ils affrontent encore une équipe sud-américaine, la dernière encore en lice : l'Uruguay qui a sorti le Ghana au tour précédent aux tirs au but, après un pénalty ghanéen raté à la dernière seconde à la suite d'une faute de main volontaire de Luis Suárez, expulsé et donc absent face aux Oranjes. Les Pays-Bas ouvrent le score d'une frappe lointaine de Giovanni van Bronckhorst qui nettoie la lucarne gauche du but de Fernando Muslera, mais Diego Forlán égalise avant la mi-temps. Les Pays-Bas se mettent ensuite définitivement à l'abri en inscrivant deux buts, le premier par Sneijder sur un tir contré et le second par Robben de la tête sur un centre de Kuyt. Le « but ultime » d'Álvaro Pereira ne sauve pas la Celeste (3-2). Les Pays-Bas sont en finale pour la première fois depuis 1978. Néanmoins, des critiques estiment que l'équipe néerlandaise bafoue ses principes, inspirés par le « football total » et les qualités individuelles, remplacés par un style de jeu défensif et utilisant tous les coups pour gagner. Des comparaisons sont mêmes faites entre le pragmatisme de van Marwijk et la politique populiste de Geert Wilders.
Le 11 juillet au Soccer City de Johannesburg, les Oranjes affrontent l'Espagne, vainqueur de l'Allemagne (1-0) dans l'autre demi-finale. C'est la première finale depuis 1978 où aucun participant n'a gagné de Coupe du monde auparavant. C'est également la première Coupe du monde hors de l'Europe remportée par une équipe européenne. La qualité du match est plus que médiocre et quatorze cartons jaunes et un rouge sont distribués, dont neuf jaunes et un rouge pour les Pays-Bas. Le carton rouge est montré à Heitinga dans la deuxième moitié de la prolongation à la suite de deux jaunes. Une faute, par Nigel de Jong qui plante ses crampons dans la poitrine de Xabi Alonso, reçoit une attention particulière, certains – dont Howard Webb, l'arbitre de la rencontre – estimant après coup qu'elle aurait mérité une expulsion. Les Pays-Bas se créent la meilleure occasion du temps réglementaire lorsque Robben se présente seul face à Iker Casillas mais perd son duel. La prolongation offre plus de possibilités aux deux équipes et Andrés Iniesta marque le but victorieux dans la deuxième mi-temps de celle-ci (0-1). Cependant, les Oranjes sont accueillis en héros dans leur pays, reconnaissant de voir enfin ses joueurs faire mieux que le voisin et grand rival allemand, éliminé lui en demi-finale. Cette deuxième place n'empêche pas des réactions négatives. Le quotidien néerlandais NRC Handelsblad écrit que les Pays-Bas n'ont jamais joué un bon match malgré la domination, et que leur jeu « laid », « destructeur » et « grossier » est une mauvaise publicité pour les Pays-Bas. Bert van Marwijk admet lors de la conférence de presse d'après-match que l'Espagne méritait de gagner et en profite également pour critiquer l'arbitrage.

### Le cauchemar de l'Euro 2012

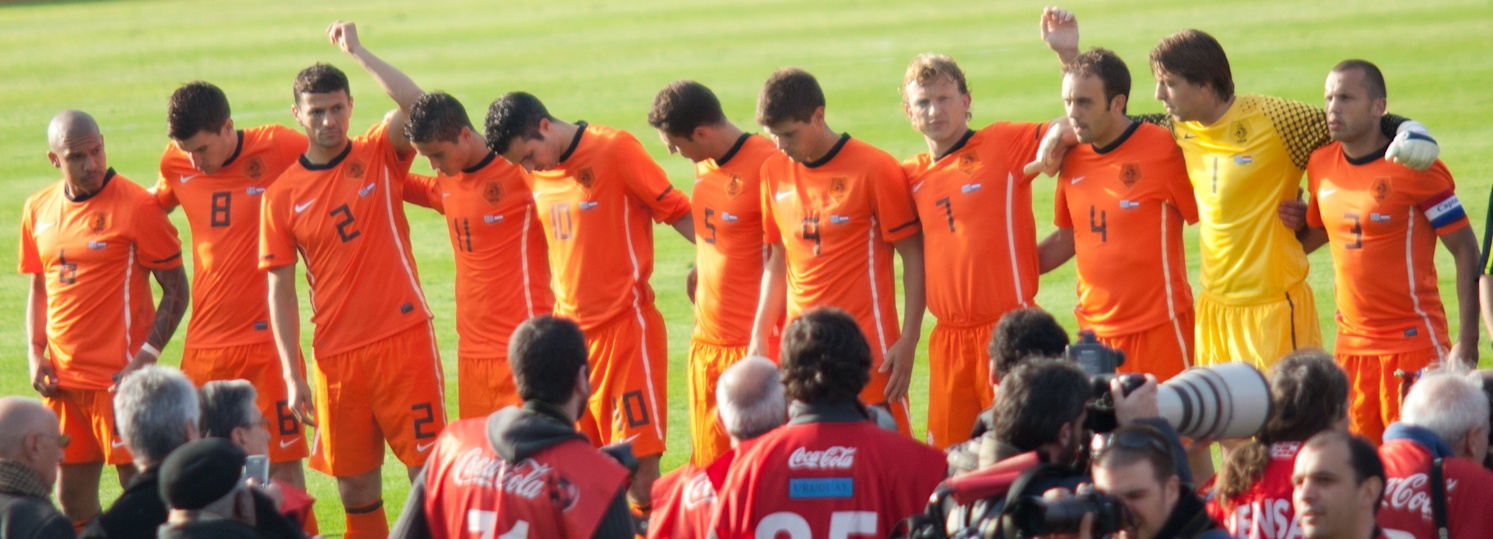
L'équipe des Pays-Bas en 2011.

Après la défaite en finale de la coupe du monde, les Pays-Bas sont tête de série pour les qualifications de l'Euro 2012 et tombent dans le groupe E avec la Suède, la Hongrie, la Moldavie, la Finlande, et Saint-Marin. Ils commencent les qualifications en s'imposant facilement à Saint-Marin sur le score de 5-0, battent la Finlande (2-1), la Moldavie (1-0), la Suède (4-1), puis la Hongrie (4-0) à Budapest. Ils finissent en tête du groupe au terme des matchs aller avec cinq victoires en autant de matchs. Ils commencent la phase retour des qualifications en battant 5-3 la Hongrie puis partent faire une tournée amicale en Amérique du Sud où ils font match nul successivement face au Brésil (0-0) puis l'Uruguay (1-1). En août 2011, les Pays-Bas doivent affronter l'Angleterre en match amical dans le stade mythique de Wembley, mais ce match n'a pas eu lieu, annulé pour cause d'émeutes à Londres. Le 24 août 2011, pour la première fois de leur histoire, les Pays-Bas atteignent la première place du classement mondial de la FIFA, devant l'Espagne, mais retrouvent leur deuxième place dès la fin du mois de septembre.

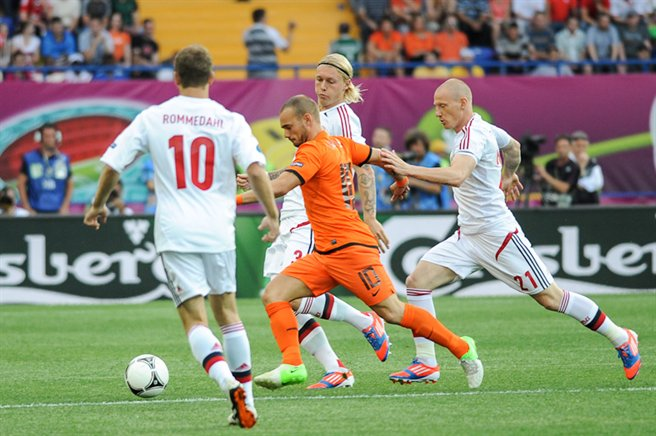
Scène du match contre le Danemark lors de l'Euro 2012.

Le 2 septembre, les Oranjes battent le record de buts de l'équipe en inscrivant onze buts à l'Amsterdam Arena face à Saint-Marin. Quatre jours plus tard, ils s'imposent en Finlande et obtiennent officiellement leur qualification pour la phase finale de l'Euro. Après une nouvelle victoire sur la Moldavie (1-0), les Oranjes perdent leur unique rencontre des éliminatoires en Suède (2-3). Au mois de novembre 2011, ils encaissent une lourde défaite lors d'un match amical face à l'Allemagne (0-3). Commencent alors les matchs de préparation à l'Euro, les Pays-Bas l'emportent le 29 février en Angleterre (3-2) avant d'encaisser deux revers successivement le 22 mai face au Bayern Munich (2-3), puis à domicile le 26 mai face à la Bulgarie (1-2), qui montrent les faiblesses de la défense néerlandaise. Cependant, ils se reprennent le 29 mai face à la Slovaquie (2-0) puis le 1er juin en écrasant l'Irlande du Nord (6-0).
Avant la phase finale, les Pays-Bas sont mentionnés parmi les favoris pour la victoire. Les Néerlandais tombent dans un « groupe de la mort » composé du Danemark, du Portugal et de l'Allemagne, et livrent leur pire bilan dans un tournoi majeur avec trois défaites consécutives. Les Oranjes commencent le tournoi par une défaite contre le Danemark (0-1) en dépit de nombreuses occasions et où l'arbitre ne voit pas deux mains de joueurs danois dans leur propre surface qui auraient pu valoir deux penalties en faveur des Hollandais. Il s'ensuit une autre défaite contre l'Allemagne (1-2) et ne parvenant pas à se sortir de cette spirale, ils se font définitivement éliminer par le Portugal en encaissant un doublé de Cristiano Ronaldo (1-2). Johan Cruyff critique les prestations des joueurs, surtout celles des stars de l'équipe,. Il est souligné que les joueurs néerlandais ont lutté avec des querelles intestines et des mauvais comportements. Après ces mauvais résultats, Bert van Marwijk démissionne avant la fin de son contrat qui court jusqu'en 2016, et est remplacé par Louis van Gaal.

### Le retour de Louis van Gaal pour la Coupe du monde (2012-2014)
Louis van Gaal revient à un style de jeu plus « néerlandais » avec une formation en 4-3-3, même si certains sceptiques trouvent à la nouvelle formation un faux air de l'ancien 4-2-3-1 de van Marwijk. Les Pays-Bas commencent par une défaite en match amical contre la Belgique mais remportent les quatre premiers matchs des éliminatoires de la Coupe du monde 2014, dont une victoire à domicile contre la Turquie (4-1) et des victoires à l'extérieur en Hongrie et en Roumanie. Dans plusieurs de ces matchs, van Gaal lance la carrière internationale de jeunes joueurs, parmi lesquels Luciano Narsingh. Cependant, certains jeunes joueurs ne sont pas épargnés par les critiques de van Gaal malgré la victoire en ouverture contre la Turquie. Les Pays-Bas ont l'occasion de valider leur billet pour le Brésil en se déplaçant en Estonie, mais un doublé de Konstantin Vassiljev contrecarre leurs plans et Robin van Persie arrache l'égalisation dans les arrêts de jeu (2-2). Après une victoire à Andorre-la-Vieille (2-0), les Pays-Bas se qualifient pour la Coupe du monde en tant que vainqueurs de groupe. Ils déroulent ensuite face à la Hongrie (8-1) et en Turquie (2-0). Au total, ils marquent 34 buts en dix matchs, dont onze signés van Persie, et n'en encaissent que cinq.

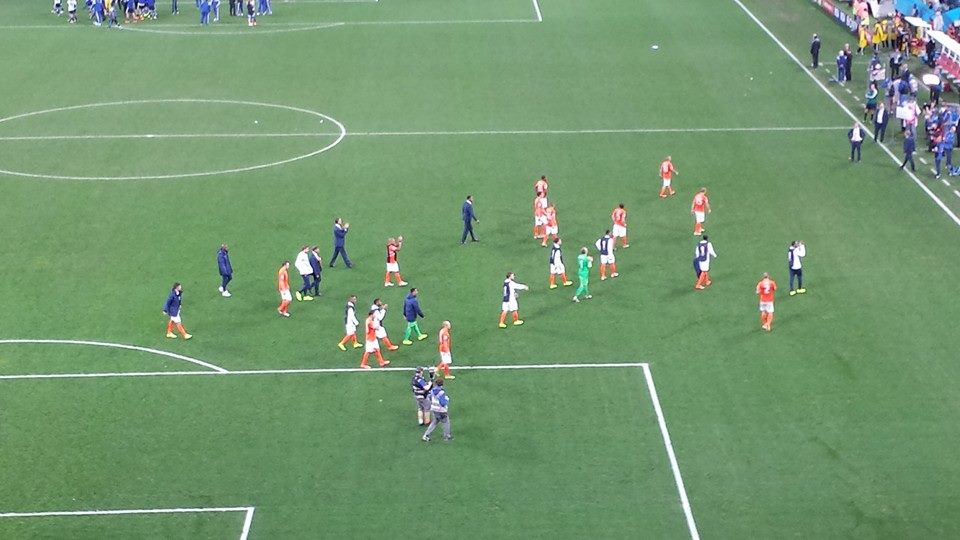
Les joueurs après leur défaite face à l'Argentine en demi-finale de la Coupe du monde 2014.

Pendant la Coupe du monde, van Gaal passe au 5-3-2 et opte pour une tactique basée sur les contres-attaques à cause de la blessure de Kevin Strootman qu'il jugeait indispensable au bon fonctionnement de l'équipe dans le 4-3-3. Tirés dans le groupe B où ils affrontent l'Australie, le Chili mais surtout l'Espagne, les Néerlandais terminent premier du groupe avec trois victoires sur trois, en humiliant au passage les espagnols (5-1). Les Oranje affrontent alors le Mexique en huitième de finale et se qualifient avec difficulté en marquant deux buts dans les toutes dernières minutes du match dont un penalty « généreux » (2-1). S'ensuivent les quarts de finale où ils affrontent le Costa Rica, grande surprise du Mondial, qui les mènent jusqu'aux tirs au but conclus par une victoire néerlandaise (0-0, t.a.b. 4-3). Les médias saluent l'audace de van Gaal qui a fait entrer Tim Krul à la fin de la prolongation, choix qui s'avère payant car il a arrêté deux tirs costariciens,. Cependant, ce beau parcours s'arrête en demi-finale puisque les Néerlandais perdent face à l'Argentine (0-0, t.a.b. 3-4). Lors du match de la troisième place, critiqué par van Gaal et Robben, ils écrasent le Brésil (3-0). Van Gaal démissionne par la suite, ayant auparavant signé dans le club anglais de Manchester United.